# الأنتشار الفائق 2011
كان تفشي الأعاصير الهائل في عام 2011 هو الأكبر والأكثر تكلفة وأحد أخطر تفشي الأعاصير التي سجلت على الإطلاق، حيث حدث في جنوب ووسط غرب وشمال شرق الولايات المتحدة من 25 إلى 28 أبريل 2011، مخلفًا دمارًا كارثيًا في أعقابه. ضربت أكثر من 175 إعصارًا ولايات ألاباما وميسيسيبي وتينيسي، وهي الولايات الأكثر تضررًا. وحدثت أعاصير مدمرة أخرى في ولايات أركنساس وجورجيا وكنتاكي ولويزيانا ونيويورك وفيرجينيا، كما أثرت العواصف أيضًا على ولايات أخرى في جنوب وشرق الولايات المتحدة. وفي المجمل، أكدت هيئة الأرصاد الجوية الوطنية التابعة للإدارة الوطنية للمحيطات والغلاف الجوي ووزارة البيئة الكندية وقوع 368 إعصارًا في 21 ولاية من تكساس إلى نيويورك إلى جنوب كندا. كان يوم 27 أبريل هو اليوم الأكثر نشاطًا، حيث سجل 224 إعصارًا في ذلك اليوم من منتصف الليل إلى منتصف الليل بتوقيت وسط الولايات المتحدة (05:00–05:00 UTC ). صنفت أربعة من الأعاصير بمستوى EF5، وهو أعلى تصنيف على مقياس فوجيتا المعزز؛ وعادةً ما يتم تسجيل هذه الأعاصير مرة واحدة فقط في السنة.
قُتل 348 شخصًا نتيجة للتفشي، بما في ذلك 324 حالة وفاة مرتبطة بالأعاصير في ست ولايات و24 حالة وفاة ناجمة عن أحداث أخرى مرتبطة بالعواصف الرعدية مثل الرياح المستقيمة والبرد والفيضانات المفاجئة أو البرق . في ولاية ألاباما وحدها، تم تأكيد 238 حالة وفاة مرتبطة بالأعاصير من قبل مركز التنبؤ بالعواصف (SPC) ووكالة إدارة الطوارئ بالولاية. كانت حالات الوفاة البالغ عددها 316 حالة في 27 أبريل هي أكبر عدد من الوفيات المرتبطة بالأعاصير في الولايات المتحدة في يوم واحد منذ اندلاع " ثلاثي الولايات " في 18 مارس 1925 (عندما قُتل ما لا يقل عن 751 شخصًا). تم تلقي ما يقرب من 500 تقرير أولي عن العواصف المحلية للأعاصير على مدى أربعة أيام، بما في ذلك 292 تقريرًا في 16 ولاية في 27 أبريل وحده. كان هذا الحدث هو أكثر اندلاع إعصار تكلفة في تاريخ الولايات المتحدة، حيث بلغ إجمالي الأضرار 10.2 مليار دولار (ما يعادل 12 دولار). مليار في 2020 ). في عام 2023، أنشأ خبير الأعاصير توماس ب. جرازوليس درجة شدة تفشي الأعاصير (OIS) كطريقة لتصنيف تفشي الأعاصير المختلفة. حصل تفشي الأعاصير الهائل في عام 2011 على درجة OIS بلغت 383، مما جعله ثاني أشد تفشي للأعاصير في التاريخ المسجل بعد تفشي الأعاصير الهائل في عام 1974.

## ملخص الأرصاد الجوية
وقد حدث تفشي المرض بسبب حوض قوي في المستوى العلوي انتقل إلى ولايات السهول الجنوبية في 25 أبريل. تطور إعصار خارج مداري أمام هذا الحوض العلوي بين شمال شرق أوكلاهوما وغرب ميسوري ، وتحرك باتجاه الشمال الشرقي. كانت الظروف مماثلة في 26 أبريل، مع احتمالية متوقعة لعواصف رعدية شديدة ، بما في ذلك تهديد ممتد من الأعاصير القوية إلى العنيفة طويلة المسار طوال ساعات ما بعد الظهر والمساء؛ وكان من المتوقع أن تبلغ قيم CAPE للطبقات المختلطة حوالي 3000-4000 جول/كجم، حول شرق تكساس ولويزيانا وأركنساس . كان من المتوقع أن يشمل نمط العاصفة في 26 أبريل خلايا عملاقة إعصارية منفصلة في الغالب خلال فترة ما بعد الظهر وأوائل المساء، ويتحول إلى مجمع الحمل الحراري متوسط الحجم ، مع المزيد من التهديد بالرياح المدمرة والبرد خلال ساعات الليل.
مع تحرك نظام العاصفة شرقًا نحو وديان أوهايو وميسيسيبي وتينيسي في 27 أبريل، تحرك تيار نفاث متوسط المستوى قوي جدًا بسرعة 80-100 عقدة إلى وديان أوهايو وتينيسي خلف الحوض وأنشأ قصًا قويًا للرياح ، جنبًا إلى جنب مع مركز ضغط منخفض يتحرك بسرعة باتجاه الشمال الشرقي عبر تلك المناطق في 27 أبريل. خلال فترة ما بعد الظهر من يوم 27 أبريل، تم تقدير قيم CAPE في نطاق 2000-3000 جول/كجم عبر لويزيانا وجنوب المسيسيبي، مع تحرك عدم الاستقرار المعتدل نحو الشمال الشرقي عبر وادي تينيسي الجنوبي؛ بالإضافة إلى ذلك، تراوحت درجات الحرارة عبر جنوب شرق الولايات المتحدة من السبعينيات °ف (منتصف العشرينات) °C) إلى أوائل التسعينيات °F (حوالي 35 °م). تراوحت مستويات الهيليسيتية من 450 إلى 600 م 2 /ث 2 ، والتي دعمت بعض النشاط الإعصاري الكبير والأعاصير القوية إلى العنيفة طويلة المسار.
أصدر مركز التنبؤ بالعواصف (SPC) ما مجموعه 56 تحذيرًا من الطقس القاسي خلال تلك الأيام الأربعة في منطقة تفشي المرض. وشمل ذلك 41 مراقبة للأعاصير - 10 منها كانت مراقبة لمواقف خطيرة بشكل خاص (PDS) - و 15 مراقبة لعواصف رعدية شديدة . تقوم هيئة مراقبة الأحوال الجوية بتعيين أرقام لكل مراقبة للطقس القاسي التي يتم إصدارها بدءًا من بداية كل عام؛ وقد استخدمت المنظمة دون جدوى اثنين من أرقام المراقبة المخصصة لها خلال هذا التفشي (الأرقام 208 و209).

### 25 أبريل
من المتوقع أن تشهد منطقة واسعة من العواصف الشديدة المحتملة في الفترة من 25 إلى 27 أبريل، حيث أصدر مركز التنبؤ بالعواصف (SPC) خطرًا معتدلًا للطقس القاسي لمدة ثلاثة أيام متتالية، متمركزًا فوق أركنساس حتى تينيسي. في الساعة 3:25 في حوالي الساعة 20:25 بالتوقيت المركزي الصيفي (20:25 بالتوقيت العالمي المنسق)، أصدر مركز التنبؤات الجوية تحذيرًا من إعصار خطير بشكل خاص (PDS) في معظم أنحاء أركنساس وأجزاء من ميسوري وأوكلاهوما وتكساس ولويزيانا . بحلول ساعات المساء من يوم 25 أبريل، تم الإبلاغ عن وقوع أعاصير في عدد قليل من الولايات، بعضها تسبب في أضرار جسيمة في أركنساس . اجتاحت عاصفة رعدية شديدة المنطقة بالقرب من منطقة ليتل روك ، وتم إعلان حالة الطوارئ بسبب الإعصار في مدينة فيلونيا . ضرب إعصار إسفيني كبير من الفئة EF2 المدينة، مما تسبب في أضرار جسيمة ومقتل أربعة أشخاص. كما ضرب إعصار قوي من الفئة EF3 منطقة قرية هوت سبرينغز في وقت سابق من ذلك المساء؛ وتسبب هذا الإعصار في أضرار جسيمة وأسفر عن وفاة شخص واحد. وفي وقت لاحق من ذلك المساء، تسبب إعصار آخر من الفئة EF2 في أضرار جسيمة لمبنى مدرسة وقاعدة ليتل روك الجوية أيضًا. استمرت الفيضانات الشديدة عبر منطقة كبيرة من وادي النهر الأحمر إلى البحيرات العظمى . تم تأكيد وقوع 42 إعصارًا وخمس وفيات مرتبطة بالأعاصير في الخامس والعشرين من الشهر الجاري.

### 26 أبريل
إصدر تحذير من ارتفاع خطر الطقس القاسي في 26 أبريل لأجزاء من لويزيانا وأركنساس وأوكلاهوما وتكساس على طول ممر الطريق السريع 30 وبالقرب منه حيث أصبحت الظروف أكثر ملاءمة للطقس القاسي. إصدر تحذير كبير من إعصار PDS مع احتمالات عالية جدًا للأعاصير في نفس المنطقة بعد الظهر. ثم صدرت تحذيرات واسعة النطاق من احتمال وقوع إعصار في تلك المنطقة في وقت لاحق من ذلك المساء.
أدى حوض مائل سلبًا في المستوى العلوي مع موجتين قصيرتين مدمجتين إلى توليد منخفضين سطحيين انتشرا عمومًا نحو الشرق. اتجه أحد المنخفضات السطحية نحو الشمال الشرقي على طول نهر المسيسيبي إلى ولاية ويسكونسن أثناء انسداده. إصدرت تحذيرات من حدوث إعصار في منطقة البحيرات العظمى السفلى خلال ساعات ضرب إعصاران ولاية ميشيغان وأحدثا أضرارا في هياكل المزارع. وفي أقصى الشرق، تسببت العواصف الرعدية الشديدة في أضرار متفرقة بسبب الرياح وهطول برد كبيرة في بنسلفانيا ونيويورك. كان هناك سقوط حبات برد يبلغ قطرها بوصتين في لوك هافن، بنسلفانيا. تحركت عاصفة رعدية معزولة عبر وسط نيويورك طوال فترة كبيرة من بعد الظهر، تسببت في هطول حبات برد بحجم كرة الجولف في سيراكيوز وتسبب في حدوث إعصار قصير للغاية من الفئة EF1 في فيرونا ميلز، والذي تسبب في المقام الأول في أضرار للأشجار. تسبب إعصار آخر - كان هذا في جيلبرتسفيل - في أضرار جسيمة في الملعب الرياضي للمدرسة.
يتوافق المنخفض السطحي الثاني مع منطقة تباعد قوية في المستوى العلوي قبل الموجة القصيرة. مع تشكل المنخفض الجوي وتعمقه أثناء التحرك شرقًا، أدت قوة تدرج الضغط المتزايدة إلى تعزيز النفاثة المنخفضة المستوى. أدى هذا أيضًا إلى توليد قص رياح أقوى، مما أدى إلى توفير تنظيم أفضل لعواصف الخلايا العملاقة. ضربت العديد من الأعاصير عدة ولايات. كانت معظم تلك الأعاصير ضعيفة، لكن القليل منها تسبب في أضرار جسيمة. تسبب إعصار إسفيني طويل المسار في أضرار EF2 في المناطق الريفية في تكساس ولويزيانا. تسبب إعصار من الفئة EF3 في تدمير بعض المباني وتسبب في أضرار جسيمة في فورت كامبل بولاية كنتاكي أيضًا. حدث وقوع 55 إعصارًا في اليوم السادس والعشرين.

### 27 أبريل

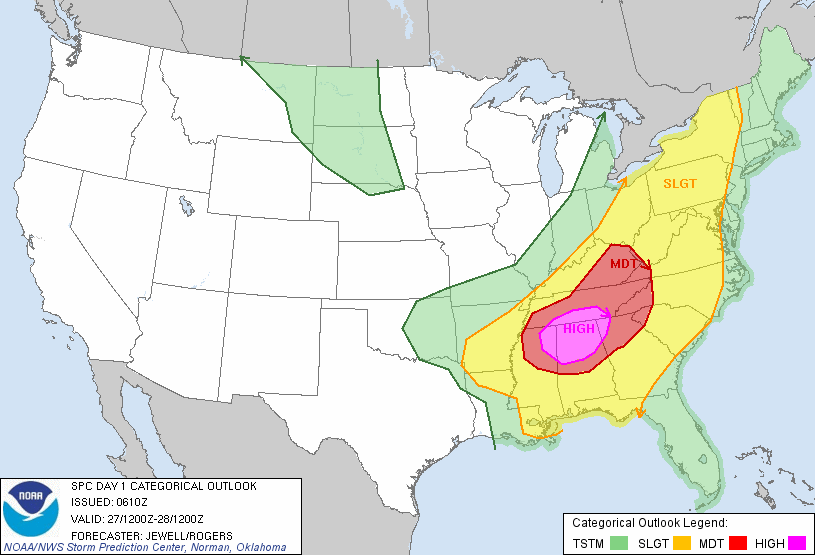
توقعات مركز التنبؤ بالعواصف (SPC) ليوم 27 أبريل، مع وجود منطقة عالية الخطورة داخل جنوب الولايات المتحدة

استمر الطقس القاسي الشديد في وقت مبكر من يوم 27 أبريل (خلال ساعات الليل) واستمر طوال اليوم التقويمي دون انقطاع تقريبًا. لليوم الثاني على التوالي، أصدرت هيئة الأرصاد الجوية الأمريكية تحذيرا من ارتفاع مخاطر الطقس القاسي في جنوب الولايات المتحدة. وفي وقت لاحق من ذلك الصباح، زاد مركز التنبؤات الجوية احتمالية حدوث الأعاصير إلى 45 في المائة على طول الممر من ميريديان، ميسيسيبي، إلى هانتسفيل، ألاباما، وهو إصدار نادر للغاية يتجاوز معايير المخاطر العالية. أصبحت الظروف مواتية بشكل متزايد للأعاصير أثناء تفشي مثل هذا الإعصار الشديد.

#### خطوط العاصفة الصباحية
خلال ساعات الصباح الباكر، امتدت جبهة باردة مع العديد من مناطق الضغط المنخفض المدمجة من شرق تكساس باتجاه الشمال الشرقي إلى وادي نهر أوهايو. أثار اضطراب في المستوى العلوي، انتقل عبر الحدود الأمامية في الليلة السابقة، منطقة من العواصف الرعدية التي تحولت إلى خط عاصفة. من المتوقع أن يؤدي هذا الخط من العواصف الرعدية الشديدة إلى نشاط إعصاري من مساء يوم 26 أبريل حتى وقت متأخر من صباح يوم 27 أبريل. في الصباح الباكر، تحرك خط العاصفة، محملاً برياح مستقيمة وأعاصير متعددة، عبر ولايتي لويزيانا وميسيسيبي قبل أن ينتقل إلى شمال ووسط ألاباما وأجزاء من وسط وشرق تينيسي . تعزز الخط أثناء تحركه عبر ألاباما ، ويرجع ذلك جزئيًا إلى كمية كبيرة من الرطوبة المنخفضة المستوى من خليج المكسيك وزيادة قوة القص الرياحي .
كانت غالبية الأعاصير المضمنة في خط العاصفة الأولي ضعيفة، على الرغم من أن العديد منها كانت قوية وبالتالي تسببت في أضرار جسيمة. تسبب إعصار من الفئة EF3 في أضرار جسيمة للمنازل في كوالينج، ألاباما ، كما تسبب إعصار من الفئة EF2 وEF3 في أضرار جسيمة ووفاة بالقرب من يوبورا، ميسيسيبي . تسبب إعصار آخر من الفئة EF3 في أضرار جسيمة في وسط مدينة كوردوفا بولاية ألاباما ، والتي ضربها إعصار عنيف من الفئة EF4 في وقت لاحق من بعد الظهر. ضربت عاصفة EF2 أيضًا منطقة Cahaba Heights بالقرب من برمنغهام . بدأت إحدى الخلايا المضمنة في إنتاج الأعاصير بعد الساعة الخامسة بقليل الساعة 10:00 بالتوقيت العالمي المنسق (CDT)، بدءًا من إعصار EF1 الذي ضرب بيري، ألاباما . تبع ذلك بعد فترة وجيزة إعصار كوردوفا EF3. وعندما دخل الخط مقاطعة كولمان في ألاباما، بدأت الخلية، وهي دوامة الحمل الحراري متوسطة الحجم (MCV)، في إظهار مظهر رأس الفاصلة وأنتجت إعصارًا آخر طويل المسار من النوع EF2 ضرب بلدة هانسفيل ، مما أسفر عن مقتل شخص واحد. ومن المتوقع بعد ذلك أن تنتج MCV 13 إعصارًا (أكثرها تصنيفًا EF1) إلى الشمال الشرقي في مقاطعة مارشال ، وقد حدث العديد منها في وقت واحد. تم إنتاج إعصارين آخرين مع استمرار الخلية المضمنة على شكل رأس فاصلة في الاتجاه الشمالي الشرقي على طول خط مقاطعة جاكسون / ديكالب ، بما في ذلك EF1 طويل المسار الذي أسفر عن وفاة بالقرب من Pisgah . تأثرت نفس المنطقة في وقت لاحق من ذلك اليوم بإعصار EF4 عالي الأداء . ووقع إعصار آخر من الفئة EF1 في مقاطعة دايد بولاية جورجيا، كما ضربت ستة أعاصير أخرى مقاطعة هاميلتون بولاية تينيسي، خمسة منها في منطقة تشاتانوغا. كان الإعصار السادس والعشرون والأخير الذي أنتجته MCV هو إعصار EF2 في شمال مقاطعة برادلي بولاية تينيسي، والذي ضرب في الساعة 9:45 صباحًا بتوقيت شرق الولايات المتحدة (13:45 بالتوقيت العالمي المنسق). تسببت العواصف الأولية في انقطاع واسع النطاق للكهرباء وخطوط الهاتف في جميع أنحاء ألاباما وتينيسي. وتسبب هذا الخط من العواصف أيضًا في توقف بعض مواقع إرسال الراديو للطقس التابعة للإدارة الوطنية للمحيطات والغلاف الجوي عن العمل طوال الفترة المتبقية من تفشي المرض. وبسبب هذا، انقطعت الكهرباء عن أكثر من مليون عميل ولم يتلقوا أي تحذير من اقتراب الأعاصير في وقت لاحق من ذلك اليوم.
من أواخر الصباح وحتى وقت مبكر بعد الظهر، تحرك خط عاصفة آخر عبر الأجزاء الشمالية من ولايتي ميسيسيبي وألاباما مع استمرار الرياح العاتية والرطوبة المنخفضة. ومع ذلك، هذه المرة تطورت عدة خلايا عملاقة منفصلة على طول الخط وأمامه، مما أدى إلى ظهور سبعة أعاصير ضعيفة عبر مقاطعات مورجان ، وليمستون ، وماديسون في شمال ألاباما حوالي ظهر ذلك اليوم.

#### السحب العملاقة بعد الظهر

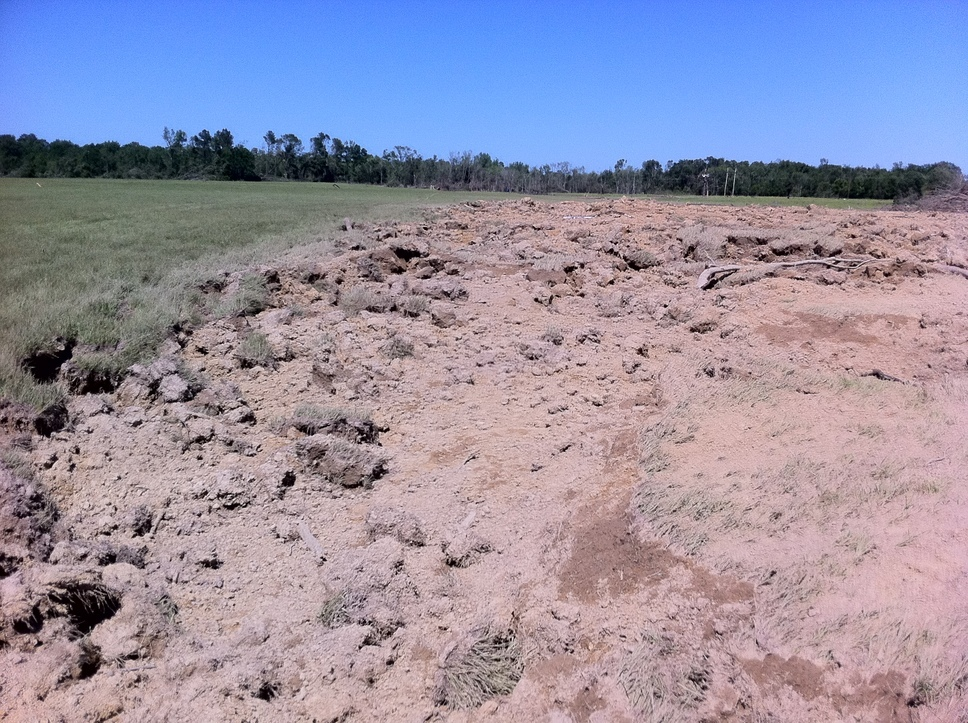
جرف أرضي عميق للغاية بالقرب من فيلادلفيا، ميسيسيبي ، بسبب إعصار سريع الحركة من الفئة EF5 والذي أدى إلى مقتل ثلاثة أشخاص.

تطورت الخلايا العملاقة في تفشي المرض في حوالي منتصف النهار في وسط ولاية ميسيسيبي وبدأت في التحرك شرقًا. مع عدم الاستقرار الشديد وقص الرياح، اشتدت بسرعة وفي نهاية المطاف أصبحت أعاصير. استجابة للمخاطر العالية التي أصدرها مركز التنبؤات الجوية، تم إصدار تحذير من إعصار PDS في الساعة 1:45 الساعة 18:45 بالتوقيت المركزي الصيفي (18:45 بالتوقيت العالمي المنسق) في معظم أنحاء ألاباما وأجزاء من ميسيسيبي وتينيسي وجورجيا. انتشرت مجموعة واسعة النطاق من العواصف العملاقة فوق ولايتي ميسيسيبي وألاباما وبدأت الأعاصير العنيفة تلامس الولايتين بسرعة مع تقدم فترة ما بعد الظهر.
بحلول منتصف بعد الظهر، تم إعلان حالة الطوارئ بسبب الإعصار في مقاطعة نيشوبا، ميسيسيبي، حيث تم الإبلاغ عن إعصار كبير على الأرض من قبل مراقبي العواصف وكاميرا أعلى برج تلفزيوني من شركة WTOK-TV التابعة لـ ABC (القناة 11) في ميريديان، ميسيسيبي. تسبب هذا الإعصار القوي من الفئة EF5 في أضرار لا تصدق شمال شرق فيلادلفيا، ميسيسيبي ، حيث تمزق الرصيف من الطرق، وألقيت المركبات، وتم تجريف الأرض إلى عمق 2 قدم (0.61 م) بواسطة الإعصار. توفي ثلاثة أشخاص عندما تم إلقاء منزل متنقل على 300 يارد (270 م) إلى منطقة مشجرة، مما أدى إلى تدميرها في هذه العملية. مر إعصار آخر من الفئة EF4 بالقرب من بلدة إنتربرايز في ولاية ميسيسيبي، مما أسفر عن مقتل سبعة أشخاص قبل عبوره إلى ألاباما. تم تصنيف أربعة أعاصير رسميًا على أنها EF5 على مقياس فوجيتا المعزز في ذلك اليوم. ضرب أحد أعاصير الفئة EF5 بلدة سميثفيل في ولاية ميسيسيبي ، حيث تحولت العديد من المنازل المبنية من الطوب إلى ألواح عارية، وتم إزالة قشور العديد من الأشجار الصلبة بالكامل، وسقطت سيارة رياضية متعددة الاستخدامات على ارتفاع نصف ميل في أعلى برج المياه في البلدة، مما ترك وراءه بعد ذلك خدشًا مرئيًا. مر إعصار إسفيني آخر طويل المسار من الفئة EF5 عبر الأجزاء الريفية من ألاباما وتينيسي، ليصبح الإعصار الأكثر فتكًا في تفشي المرض حيث دمر بالكامل بلدات هاكلبورج ، وفيل كامبل ، ومونت هوب ، وتانر ، وهارفيست ، مما أسفر عن مقتل 72 شخصًا. يمثل هذا اليوم اليوم الثاني فقط في التاريخ (بعد 3 أبريل 1974 ) الذي تم فيه الإبلاغ عن أكثر من إعصارين من الفئة F5/EF5.
استمرت الأعاصير في الزحف عبر وسط ألاباما في ذلك المساء وحتى ساعات المساء الأولى. ضرب إعصار خطير ومدمر مدينة كولمان، ألاباما ، حوالي الساعة 3:00 مساءًا بتوقيت وسط الولايات المتحدة (20:00 بالتوقيت العالمي المنسق). تم التقاط هذا الإعصار الكبير متعدد الدوامات بواسطة العديد من كاميرات الأبراج التابعة لمحطات التلفزيون ، مثل محطة WBRC التابعة لشبكة Fox (القناة 6) ومحطة WBMA-LD / WCFT-TV / WJSU-TV التابعة لشبكة ABC (القنوات 58 و33 و40) وكلاهما من برمنغهام . تسبب الإعصار في دمار واسع النطاق في منطقة وسط المدينة؛ وتم تصنيفه في النهاية على أنه EF4. بلغ العدد النهائي للأضرار 867 مسكنًا و94 شركة في كولمان؛ كما توفي ستة أشخاص أيضًا. تعرضت مدينة كوردوفا بولاية ألاباما ، والتي كانت قد تضررت بالفعل من إعصار EF3 من الجولة الأولى من العواصف، إلى إعصار EF4 مما أسفر عن مقتل 13 شخصًا. كما ضرب إعصاران عنيفان من الفئة EF4 مقاطعة جاكسون في ألاباما ، أحدهما تسبب في وفاة شخص بالقرب من بريدجبورت بينما مر الآخر بالقرب من بيسجا ودخل جورجيا حيث تسبب في أضرار جسيمة في ترينتون وأسفر عن مقتل 14 شخصًا. حوالي الساعة 5:10 في حوالي الساعة 22:10 بالتوقيت المركزي الصيفي (22:10 بالتوقيت العالمي المنسق)، ضرب إعصار ضخم للغاية ومدمر بشكل استثنائي مدينة توسكالوسا في ولاية ألاباما ، وبعد حوالي 40 دقيقة، ضرب نفس الإعصار الضواحي الشمالية لمدينة برمنغهام القريبة. تم إصدار حالة طوارئ بسبب الإعصار في المدينتين، إلى جانب العديد من المدن الأخرى في ذلك اليوم. بثت العديد من محطات التلفزيون المحلية، بما في ذلك WBRC وWBMA-LD/WCFT/WJSU، بالإضافة إلى قناة WIAT التابعة لشبكة CBS (القناة 42)، لقطات حية لهذا الإعصار طويل المدى في كل من توسكالوسا وبرمنغهام. تم رصد كرة من الحطام بواسطة جهاز NEXRAD الخاص ببرمنغهام، مما يشير إلى أن الإعصار كان يسبب أضرارًا بالغة. تسبب هذا الإعصار في مقتل 64 شخصًا وتسبب في دمار واسع النطاق في المناطق ذات الكثافة السكانية العالية، وضرب الإعصار العديد من المجتمعات الصغيرة نفسها التي ضربت أعاصير F4 في أبريل 1956 ، و F5 في أبريل 1977، و F5 في أبريل 1998 التي ضربت أجزاء من منطقة برمنغهام. نشأت العاصفة العملاقة التي أنتجت إعصار توسكالوسا/برمنغهام EF4 في مقاطعة نيوتن، ميسيسيبي . أنتجت نفس الخلية العملاقة إعصارًا آخر من الفئة EF4 في وقت لاحق من ذلك المساء، مما أسفر عن مقتل 22 شخصًا وضرب منطقة أوهاتشي، ألاباما ، وعبرت في النهاية إلى جورجيا، مما تسبب في أضرار إضافية بالقرب من كايف سبرينج قبل أن تتبدد. وإلى الجنوب، تسبب إعصار من الفئة EF3 بعرض ميل واحد في مقتل 7 أشخاص في مناطق ريفية في الغالب وتسبب في أضرار جسيمة في بلدة إيولين الصغيرة. تسبب إعصار EF5 الأخير لهذا اليوم في أضرار جسيمة في مدينة رينسفيل وما حولها في ولاية ألاباما ، مما أسفر عن مقتل 25 شخصًا قبل عبوره إلى جورجيا وتبدده. استمرت الأعاصير في ضرب المزيد من المناطق في الشمال الشرقي مع غروب الشمس، وخاصة في جورجيا. وشمل ذلك إعصارًا طويل المدى من الفئة EF4 تسبب في أضرار جسيمة في رينغولد، جورجيا ، وأبيسون، تينيسي ، وكليفلاند، تينيسي ، مما أسفر عن مقتل 20 شخصًا على طول المسار. بعد حلول الظلام، استمرت الأعاصير العنيفة في ضرب اليابسة، ودمر إعصار ليلي من الدرجة EF4 العديد من المنازل الواقعة على ضفاف بحيرة مارتن في شرق ألاباما، مما أسفر عن مقتل سبعة أشخاص. حدثت أعاصير ليلية قوية إضافية في جورجيا، بما في ذلك إعصار من الدرجة الثالثة أدى إلى مقتل شخصين في بارنزفيل ، وإعصار آخر من الدرجة الثالثة أدى إلى تدمير المنازل وقتل شخص واحد في بحيرة بيرتون .

#### استمرار النشاط في أقصى الشرق
ضربت الأعاصير القوية ولاية تينيسي أيضًا في ذلك المساء. ضرب إعصار عنيف من الفئة الرابعة مجتمع نيو هارموني في ولاية تينيسي ، حيث دمرت المنازل، وألقيت المركبات، وقتل أربعة أشخاص. في 23 يناير 2025، نشر أنتوني دبليو. ليزا من مختبر العواصف الشديدة الوطني إلى جانب هارولد إي. بروكس وماكنزي جيه. كروكا من كلية الأرصاد الجوية بجامعة أوكلاهوما ورقة بحثية للجمعية الأمريكية للأرصاد الجوية ، حيث ذكروا أن الإعصار في نيو هارموني كان "مرشحًا لـ EF5". كانت الورقة البحثية ترى أن سرعة الرياح الأولية لـ EF5 يجب أن تكون 190 ميل/س (310 كم/س) بدلاً من 201 ميل/س (323 كم/س) .
تقاطعت إعصاران من الفئة EF3 في مقاطعتي جرين وواشنطن (بفارق بضع ساعات بينهما)، مما أسفر عن مقتل ثمانية أشخاص. عانت المجتمعات الريفية في هورس كريك وكامب كريك من أضرار جسيمة بسبب تلك الأعاصير في وقت متأخر من ذلك المساء. أدى إعصار إسفيني كبير جدًا من الفئة EF4 إلى تدمير مساحة واسعة من الغابات تمتد لمسافة 14 ميل (23 كـم) من منتزه جبال سموكي العظيمة الوطني ، مما أدى إلى إغلاق العديد من المسارات. في بحيرة تشيلهوي ، تمزقت أبراج خطوط الطاقة المعدنية الكبيرة وألقيت من دعاماتها الخرسانية التي كانت مثبتة عليها.
كما تطورت منطقة ثانوية من الطقس القاسي في تلك الظهيرة والمساء على طول ممر يمتد من وسط وشمال فيرجينيا شمالاً عبر ماريلاند وبنسلفانيا ونيويورك ، واستمر حتى أوائل 28 أبريل. وقد ضربت العديد من الأعاصير هذه المنطقة أيضًا. كانت معظم هذه الأعاصير ضعيفة، على الرغم من أن إعصار EF2 ضرب بالقرب من مدينة هاليفاكس بولاية فيرجينيا ، وتسبب في أضرار جسيمة للمنازل في المنطقة، مما أسفر عن وفاة شخص واحد. صدرت تنبيهات بحدوث إعصار في جنوب أونتاريو وحتى أقصى الشمال في أوتاوا أيضًا؛ وتم تأكيد وقوع إعصار واحد في وقت لاحق في فيرجوس، أونتاريو .

#### ملخص

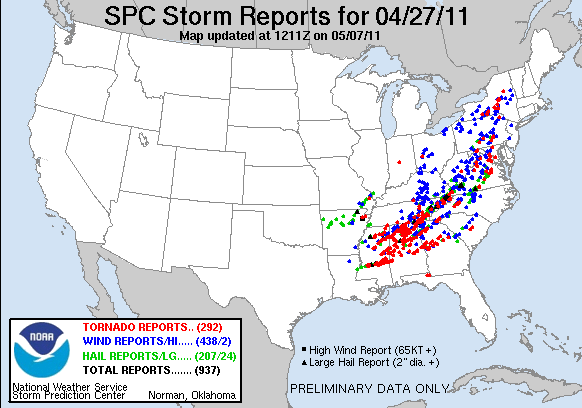
تقارير عاصفة SPC ليوم 27 أبريل

سجلت مراجعة أجراها مسؤولو إدارة الطوارئ 249 حالة وفاة في ألاباما حتى صباح يوم 30 أبريل، 23 منها لم تكن مرتبطة بالإعصار. وفي نهاية المطاف، كانت حصيلة الضحايا 238 حالة وفاة مرتبطة بالإعصار في الولاية. كان الضرر وانقطاع التيار الكهربائي في منطقة هانتسفيل واسع النطاق لدرجة أنه في وقت ما كان أكثر من 650 ألف شخص بدون كهرباء في نظام هيئة وادي تينيسي. أدى إعصار EF5 الذي ضرب هاكلبورج وفيل كامبل إلى إتلاف خطوط الطاقة الرئيسية عالية النقل القادمة من محطة براونز فيري النووية بالقرب من تانر. كانت هذه الأبراج هي المصدر الرئيسي للطاقة الكهربائية لمعظم شمال ألاباما، وظل بعضها بدون كهرباء لمدة أسبوعين. نجا الإعصار بفارق ضئيل من إصابة سجن ليمستون الإصلاحي، والذي ضربه إعصار آخر بعد أقل من عام.
تلقى مركز التنبؤ بالعواصف 292 تقريرًا عن الأعاصير في الساعات الأربع والعشرين السابقة. بالإضافة إلى تسجيل الرقم القياسي لأكبر عدد من الأعاصير في يوم تقويمي (223؛ من منتصف الليل إلى منتصف الليل بتوقيت وسط الولايات المتحدة (05:00 – 05:00 بالتوقيت العالمي المنسق ))، فقد حطم أيضًا الرقم القياسي لأكبر عدد من هبوطات الأعاصير في أي فترة 24 ساعة مع 226 من الساعة 12:40 من الساعة 12:40 صباحًا حتى الساعة 12:40 ظهرًا 27-28 أبريل (05:40 – 05:40 UTC) بتوقيت وسط الولايات المتحدة، محطمًا الرقم القياسي القديم لمدة 24 ساعة البالغ 148 والذي سجله تفشي المرض الهائل في عام 1974 . من بين تلك الأعاصير الـ 226، ضربت 59 منها ألاباما وبدأت 83 منها في تينيسي، وهو ما يمثل 62.8 بالمائة من الأعاصير التي ضربت الأرض في 27 أبريل. في يوم 27 أبريل وحده، أصدرت هيئة الأرصاد الجوية الوطنية في هانتسفيل، ألاباما، 92 تحذيرًا من حدوث إعصار، و31 تحذيرًا من العواصف الرعدية الشديدة، وسبعة تحذيرات من الفيضانات المفاجئة.

### 28 أبريل
صدرت تحذيرات من حدوث إعصار على ساحل المحيط الأطلسي من بنسلفانيا إلى فلوريدا في بداية اليوم واستمرت طوال الصباح وأوائل فترة ما بعد الظهر، ولكن كان من المتوقع أن تكون الأعاصير أضعف وأكثر عزلة بشكل عام. وعلى الرغم من ذلك، فإن الجزء الثانوي من تفشي المرض الذي بدأ في إنتاج أعاصير متفرقة في جميع أنحاء منطقة وسط المحيط الأطلسي والساحل الشرقي في الليلة السابقة اشتد خلال الساعات الأولى من الصباح، مما أدى إلى إنتاج العديد من الأعاصير. كانت المنطقة النشطة بشكل خاص، والتي شهدت بعض الأعاصير القوية، هي ممر الطريق السريع 81 الممتد من جنوب غرب فيرجينيا، شمالًا عبر وادي شيناندواه وإلى بنسلفانيا، ونيويورك. وشمل ذلك الإعصار المميت EF3 الذي ضرب بلدة جليد سبرينج بولاية فرجينيا في وقت مبكر جدًا من الصباح، حيث توفي ثلاثة أشخاص. كما إعلن عن حدوث أعاصير في فلوريدا وجورجيا وكارولينا الجنوبية وكارولينا الشمالية وميريلاند. وكانت هذه الأعاصير ضعيفة. على الرغم من إصدار تحذيرات من الأعاصير، لم يتم رصد أي أعاصير في نيوجيرسي أو واشنطن العاصمة  وفي أعقاب الأعاصير والعواصف الرعدية الشديدة، ضربت الفيضانات واسعة النطاق منطقة الغرب الأوسط والجنوب والساحل الشرقي. ضربت آخر الأعاصير التي ضربت المنطقة بعد ظهر ذلك اليوم شرق ولاية كارولينا الشمالية ، والتي تضررت بشدة في تفشي المرض في 16 أبريل ، على الرغم من أن الأعاصير التي ضربت المنطقة هذه المرة كانت ضعيفة. انتقل النظام إلى المحيط الأطلسي في ذلك المساء، باستثناء العواصف الرعدية المعزولة فوق وسط فلوريدا في تلك الليلة حتى 29 أبريل.

## الأعاصير المؤكدة
| Date     | المجموع | تصنيف مقياس EF | تصنيف مقياس EF | تصنيف مقياس EF | تصنيف مقياس EF | تصنيف مقياس EF | تصنيف مقياس EF | حالات الوفاة | الإصابات     |
| Date     | المجموع | EF0            | EF1            | EF2            | EF3            | EF4            | EF5            | حالات الوفاة | الإصابات     |
| -------- | ------- | -------------- | -------------- | -------------- | -------------- | -------------- | -------------- | ------------ | ------------ |
| أبريل 25 | 42      | 17             | 20             | 4              | 1              | 0              | 0              | 5            | 59           |
| أبريل 26 | 55      | 31             | 19             | 4              | 1              | 0              | 0              | 0            | 4            |
| أبريل 27 | 224     | 72*            | 81             | 36             | 20             | 11             | 4              | 316          | 2,986+       |
| أبريل 28 | 47      | 18             | 23             | 5              | 1              | 0              | 0              | 3            | 51           |
| المجموع  | 368     | EF0 138*       | EF1 143        | EF2 49         | EF3 23         | EF4 11         | EF5 4          | 324          | أكثر من 3100 |

ضرب إعصار واحد منطقة أونتاريو، كندا، في 27 أبريل وصنف على أنه F0. أحتسب كـ EF0 في هذا الجدول.
ضرب 368 إعصارًا سطح الأرض خلال أربعة أيام، 37 منها كانت من فئة EF3+. صنفت أربعة أعاصير بمستوى EF5 - بعد إعصار Super Outbreak عام 1974 (7 F5s).

### فيلونيا، أركنساس
كان أول إعصار يتسبب في أكثر من حالة وفاة واحدة هو إعصار إسفيني طويل المدى من الفئة EF2 والذي ضرب بلدة فيلونيا الصغيرة في مقاطعة فولكنر بولاية أركنساس ، حوالي الساعة 7:30 صباحًا. مساءً بتوقيت وسط الولايات المتحدة (00:30 UTC ) في 25 أبريل. إصدر تحذير من إعصار للمنطقة قبل حوالي 30 دقيقة من وصول الإعصار. إعلنت حالة الطوارئ بسبب الإعصار في الساعة 7:24 الساعة 00:24 بالتوقيت العالمي المنسق (CDT) للمدينة قبل وقت قصير من ضرب الإعصار. قُتل أربعة أشخاص في البلدة وأصيب عدد آخر بجروح. ضرب الإعصار شمال غرب مدينة فيرنديل في مقاطعة بولاسكي في الساعة 6:48 الساعة 23:48 بالتوقيت العالمي المنسق (CDT)، مما أدى إلى سقوط الأشجار وأبراج الإرسال بكثافة EF1. استمرت العاصفة شمال شرقي ناتشورال ستيبس، مما أدى إلى إلحاق أضرار بالغة بكنيسة صغيرة وإسقاط العديد من الأشجار. واصل الإعصار إسقاط الأشجار أثناء مروره بالقرب من رولاند ، وسقط العديد منها على المنازل. وصل الإعصار إلى قوة EF2 عندما عبر إلى مقاطعة فوكنر ومر جنوب شرق ماي فلاور ، مما أدى إلى سقوط العديد من الأشجار وخطوط الكهرباء وإلحاق أضرار بالمنازل والمباني الخارجية. وبعد سفينة ماي فلاور، واصل الإعصار طريقه نحو فيلونيا وضرب متنزهًا للمنازل المتنقلة، حيث دمر عددًا كبيرًا من المنازل المتنقلة ووقعت أربع وفيات. وقعت حالتا وفاة عندما حاول زوجان الاحتماء في حاوية شحن ألقيت على 150 يارد (140 م) وترسبت بالقرب من البركة. وأصيب عدة أشخاص آخرين في المنطقة أيضًا. حافظ الإعصار على شدته من الدرجة الثانية أثناء تحركه مباشرة عبر فيلونيا، مما أدى إلى إلحاق أضرار بالعديد من المنازل والشركات وقلب العديد من الشاحنات شبه الثقيلة. وأشار الصليب الأحمر الأمريكي إلى أن ما يقرب من 34 منزلاً مبنيًا في الموقع و62 منزلًا متنقلًا قد دمرت، وأن 91 منزلًا مبنيًا في الموقع و41 منزلًا متنقلًا قد لحقت بها أضرار جسيمة، وأن 145 منزلًا مبنيًا في الموقع و43 منزلًا متنقلًا قد لحقت بها أضرار طفيفة، وأن 53 منزلًا مبنيًا في الموقع و38 منزلًا متنقلًا قد تأثرت بطريقة أخرى في منطقة فيلونيا. تم التقاط أحد المنازل المتنقلة وقلبه، وتم العثور على حوضي الاستحمام الخاصين بالمنزل فوق تلة على بعد حوالي 40 يارد (37 م) بعيدا. لقد أصيب ساكن المنزل المتنقل الوحيد بإصابات بالغة. بعد المرور عبر فيلونيا، ضعفت قوة الإعصار إلى قوة EF1 أثناء تحركه إلى مقاطعة وايت ومروره غرب إل باسو ، حيث سقطت الأشجار على المنازل (مما أدى إلى إتلاف العديد من الأسطح)، ودُمرت الحظائر والمباني الخارجية، وانقلبت سيارة ترفيهية وجزء مقطورة من جرار مقطورة، وسقطت مئات الأشجار. أخيرًا، تبدد الإعصار شمال جوي في الساعة 7:59 مساءً بتوقيت وسط الولايات المتحدة (00:59 بالتوقيت العالمي المنسق)، بعد السفر لمسافة تزيد قليلاً عن 51 ميل (82 كـم). في أوسع نقطة له، كان الإعصار 1.64 ميل (2.64 كـم) عرضًا. نشر 85 عضوًا من الحرس الوطني الأمريكي للمساعدة في عمليات البحث والإنقاذ وإزالة الحطام والأمن ومراقبة حركة المرور.
في 27 أبريل 2014، ضرب إعصار عنيف من الفئة EF4 غرب مدينة فيرنديل وتحرك على نفس المسار تقريبًا الذي سلكه هذا الإعصار، مما تسبب في مقتل 16 شخصًا وإصابة العديد من الأشخاص. فقد أثر على المزيد من جزيرة ماي فلاور مقارنة بهذا الإعصار وتسبب في أضرار أكبر على طول المسار، وخاصة في فيلونيا، قبل أن يرتفع بالقرب من إل باسو.
هذا الإعصار العنيف والسريع الحركة والمدمر، والذي أصبح أول إعصار من الفئة EF5، قد ضرب بالقرب من مدينة فيلادلفيا، ميسيسيبي، في 27 أبريل. وصل الإعصار إلى الأرض في الساعة 2:30 مساءً بتوقيت وسط الولايات المتحدة وسافرت لمسافة 29 ميل (47 كـم) عبر مقاطعات نيشوبا، وكيمبر، ووينستون، ونوكسوبي، ليصل عرضها الأقصى إلى 1⁄2-ميل (0.80 كـم) 1 ⁄ 2 ميل (0.80 كم). أدى الإعصار إلى مقتل ثلاثة أشخاص وإصابة ثمانية آخرين وتسبب في خسائر مادية بقيمة 1.1 مليار دولار.
تشكلت العاصفة الرعدية العملاقة التي أنتجت هذا الإعصار حوالي الساعة 1:00 مساءً بتوقيت وسط الولايات المتحدة جنوب جاكسون، ميسيسيبي. كانت تتجه بسرعة نحو الشمال الشرقي، مما أدى إلى تحذير من عاصفة رعدية شديدة خلال 25 دقيقة، وتم اعتبارها إعصارا محتملا بحلول الساعة 1:36 مساءً بتوقيت وسط الولايات المتحدة. لقد وصل الإعصار أخيرًا في الساعة 2:30 الساعة 11 مساءً بتوقيت وسط الولايات المتحدة شرق مطار فيلادلفيا البلدي مباشرة. لقد اشتدت بسرعة وبدأت في إحداث ضرر EF5 بحلول الساعة 2:38 مساءً بتوقيت وسط الولايات المتحدة؛ جرف أرضي شديد يصل إلى 2 قدم (0.61 م) عميقًا في بعض الأماكن، حدث في شمال شرق مقاطعة نيشوبا. بعد عبور مقاطعة كيمبر، دمر الإعصار منزلًا متنقلًا، مما أسفر عن مقتل جميع الأشخاص الثلاثة بداخله. وصلت قوة العاصفة إلى EF5 للمرة الثانية بالقرب من خط مقاطعة كيمبر-وينستون حيث حدث جرف شديد للأرض مرة أخرى وتم جرف الرصيف. حدثت أضرار بالغة للأشجار على طول المسار وتبددت في النهاية في الساعة 3:00 مساءً بتوقيت وسط الولايات المتحدة حوالي 6 ميل (9.7 كـم) شمال ماشولافيل .
كان هذا أول إعصار يسبب أضرارًا من الفئة F5/EF5 في ولاية ميسيسيبي منذ إعصار كاندلستيك بارك في 3 مارس 1966. بالإضافة إلى ذلك، فإن تشكل إعصار سميثفيل في وقت لاحق من ذلك اليوم كان بمثابة المرة الأولى منذ بدء الإحصاءات التي يتم فيها تسجيل إعصارين من الفئة EF5 في ولاية ميسيسيبي في نفس اليوم. قبل ذلك، كان آخر إعصار مؤكد من الفئة EF5 هو إعصار باركرسبيرج، أيوا، في 25 مايو 2008.
تم تصنيف هذا الإعصار متعدد الدوامات عالي الوضوح على أنه EF4، وقد مر مباشرة عبر وسط مدينة كولمان. وصل الإعصار إلى الأرض في الساعة 2:40 مساءً بتوقيت وسط الولايات المتحدة في 27 أبريل وتتبع مسافة 47-ميل (76 كـم) مسار الأضرار عبر مقاطعات كولمان ومورجان ومارشال، مما تسبب في ستة وفيات.
ضرب إعصار كولمان أولاً الجانب الشمالي من بحيرة لويس سميث وتسبب في أضرار هيكلية طفيفة بالقرب من كرين هيل قبل أن يشتد ويتجه مباشرة نحو كولمان، مما أدى إلى كسر العديد من الأشجار وإلحاق أضرار جسيمة بالعديد من المنازل. دخل الإعصار إلى كولمان أثناء تعقبه وبثه مباشرة عبر العديد من كاميرات الأبراج، بما في ذلك تلك التي تديرها شركة WBRC التابعة لشركة برمنغهام فوكس (القناة 6) وشركة WBMA-LD / WCFT-TV / WJSU-TV التابعة لشركة ABC (القنوات 58 و33 و40 - " ABC 33/40 ")، لعدة دقائق. التقطت كاميرا ABC 33/40 تدمير برج اتصالات تابع لمحطة تلفزيون WCQT-LP منخفضة الطاقة في منطقة كولمان بينما ضرب الإعصار المدينة بقوة EF3. كما أفادت محطات الراديو في وسط مدينة كولمان عن الإعصار، وقام البعض بتصويره وهو يمر فوق المنطقة. تعرض وسط مدينة كولمان لأضرار بالغة بسبب الإعصار. تضررت العديد من المباني المبنية من الطوب والواجهات التجارية في وسط مدينة كولمان بشكل كبير أو دمرت بالكامل، إلى جانب الكنائس، حيث وصل الإعصار لفترة وجيزة إلى شدة EF4. تم تصنيف الأضرار التي لحقت بكنيسة المسيح اللوثرية في وسط المدينة على أنها منخفضة المستوى EF4 حيث انهار معظم الهيكل بالكامل. وتعرض مبنى المحكمة ومبنى إدارة الطوارئ المجاور له لضربة مباشرة من الإعصار، مما أدى إلى أضرار جسيمة، كما تضررت مبنيان مدرسيان بشدة أيضًا. كما تعرضت العديد من الشركات المعروفة، مثل Vincent's Furniture و The Cullman Times وBusy Bee Cafe، لأضرار بالغة أو دُمرت.

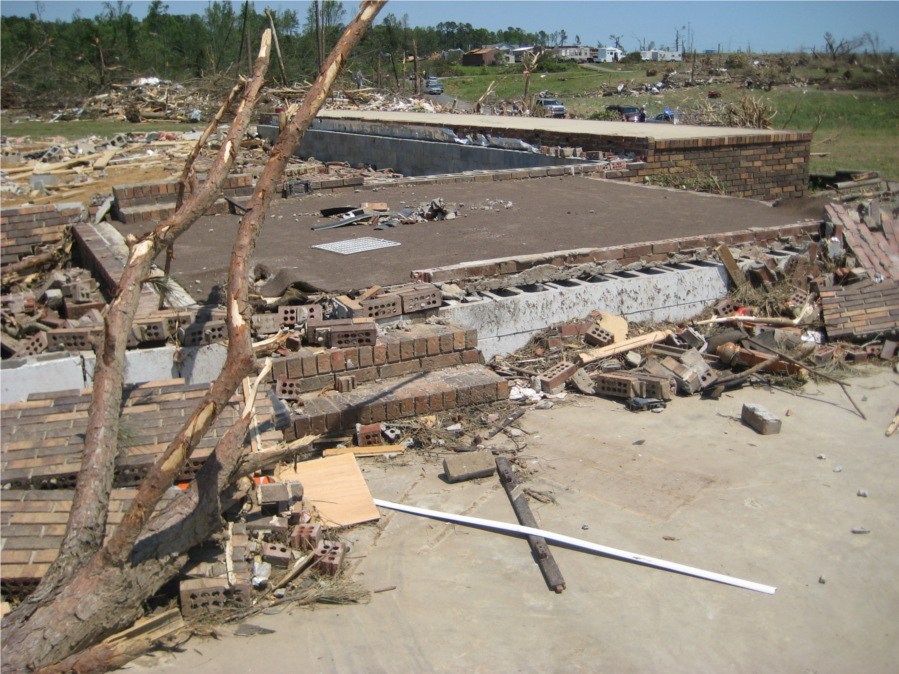
أضرار من الدرجة الرابعة عالية المستوى لمنزل شمال غربي عرب، حيث وقعت خمس وفيات.

تبع الإعصار، إلى حد ما، الطريق السريع 278 عبر المدينة، مما تسبب في أضرار واسعة النطاق،بما في ذلك تلك الموجودة مع الطريق السريع 65، والطريق السريع 31، والطريق السريع 157، والطريق السريع 69. واصل الإعصار تحركه نحو الشمال الشرقي، وأصبح كبيرًا وذو شكل إسفين حيث استعاد شدته من المستوى EF4. ثم مر الإعصار شمال فيرفيو مباشرة، مما أدى إلى تدمير المنازل بالكامل وإتلاف العديد من الأشجار الصلبة. تم العثور على قطع من الحطام ممزقة عبر المركبات في هذه المنطقة. مر الإعصار عبر قسم من مقاطعة مورجان بالقرب من بلدة هولاكو، مما أدى إلى تدمير العديد من المنازل القديمة ذات الأساسات الخرسانية. ثم عبر الإعصار إلى مقاطعة مارشال وأثر على مجتمع روث الريفي، الواقع شمال أراب مباشرة. تم جرف منزل كبير من الطوب ولكنه غير مثبت جيدًا في هذه المنطقة بالكامل، مع تناثر الحطام على 100 يارد (91 م) من الأساس. تم اقتلاع العديد من الأشجار الكبيرة الموجودة في العقار من الأرض واختفائها، إلى جانب مقطورة لم يتمكن من تحديد موقعها في وقت المسح. وتأثرت منازل ومنشآت أخرى في منطقة روث، كما دُمر محطة وقود بالكامل. دمرت سقيفة مع قطع من الآلات الزراعية الكبيرة المخزنة بداخلها والتي تم إلقاؤها على مسافة تصل إلى 20 يارد (18 م) تم إلقاء مقطورة تخزين على 100 يارد (91 م) ووجدت الجثة مثقوبة بألواح من الخشب، كما كانت أعمدة الكهرباء الفولاذية في المنطقة منحنية. تعرضت شبكة الكهرباء في العرب إلى الشلل التام بسبب تأثيرات الإعصار، كما تعطلت العديد من الطرق في المنطقة بسبب الأشجار المتساقطة وخطوط الكهرباء. ألحق الإعصار أضرارًا ودمر العديد من المنازل الأخرى والمرائب والمستودعات شمال يونيون جروف قبل أن يعبر نهر تينيسي أسفل سد جانتيرسفيل . لقد تسببت في قطع العديد من الأشجار في منطقة غابات قبل أن تتبدد جنوب شرق نيو هوب .
في 23 يناير 2025، نشر أنتوني دبليو. ليزا من مختبر العواصف الشديدة الوطني إلى جانب هارولد إي. بروكس وماكنزي جيه. كروكا من كلية الأرصاد الجوية بجامعة أوكلاهوما ورقة بحثية للجمعية الأمريكية للأرصاد الجوية ، حيث ذكروا أن الإعصار في كولمان كان "مرشحًا لـ EF5". كانت الورقة البحثية ترى أن سرعة الرياح الأولية لـ EF5 يجب أن تكون 190 ميل/س (310 كم/س) بدلاً من 201 ميل/س (323 كم/س) .

### هاكلبورج-فيل كامبل-تانر-هارفست، ألاباما
كان هذا الإعصار المدمر العنيف طويل المدى من الفئة EF5 هو الأكثر فتكًا في تفشي المرض. هبطت الطائرة لأول مرة في مقاطعة ماريون، ألاباما، على بعد حوالي 5 ميل (8.0 كـم) غرب-جنوب غرب هاميلتون حوالي الساعة 3:00 الساعة 21:00 بالتوقيت العالمي المنسق (CDT) في 27 أبريل، مما أدى إلى أضرار جسيمة على طول مسارها. وصلت العاصفة إلى منطقة هاكلبورج، مما أدى إلى تدمير العديد من المنازل والشركات بالكامل، بما في ذلك مصنع كبير لشركة رانجلر. تضررت معظم المباني في وسط مدينة هاكلبورج بشدة، كما دمرت مدرسة هاكلبورج الثانوية. دمرت المنازل المبنية بشكل جيد من أساساتها، وتسببت الرياح في إزالة كميات كبيرة من الحطام. وفقًا للصليب الأحمر الأمريكي ، تم تدمير 75 بالمائة من المدينة. على الرغم من تصنيفه في البداية على أنه EF3، فقد رفع التصنيف إلى EF5 بعد مزيد من التحليل للأضرار، مما يجعله أول إعصار من فئة F5/EF5 في ألاباما منذ إعصار برمنغهام في 8 أبريل 1998.

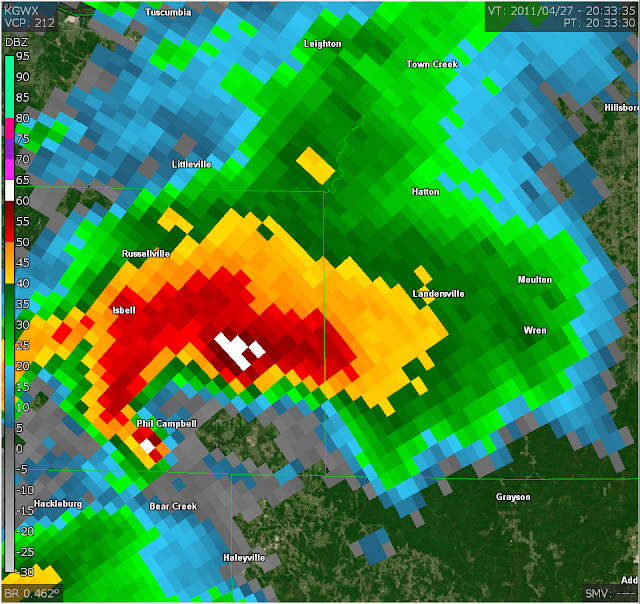
صورة رادارية للإعصار أثناء اقترابه من بلدة فيل كامبل، ألاباما ، مع وجود كرة حطام واضحة

بعد فترة وجيزة من عبور مقاطعة فرانكلين، شهدت بلدة فيل كامبل دمارًا كبيرًا بنفس حجم هاكلبورج. جرف الإعصار العديد من المنازل، بعضها كان مبنيًا بشكل جيد، عندما اجتاح المدينة. وتعرضت ثلاث كنائس على الأقل على طول الطريق لأضرار جسيمة، حيث دمرت إحدى الكنائس في المدينة بالكامل ولم يتبق منها سوى أساسها. تم تدمير المنازل المتنقلة على طول الطريق بالكامل، وتم إلقاء إطاراتها الممزقة على 25 إلى 50 يارد (23 إلى 46 م) على الأقل. م) . تطايرت السيارات ودمرت على طول مسار الإعصار، حيث التفت إحدى السيارات حول شجرة مقطوعة القشرة. يبلغ طوله 25-قدم (7.6 م) تم أيضًا تمزيق جزء من الرصيف من الطريق في هذه المنطقة. وقعت أشد الأضرار على طول الطريق شمال شرق فيل كامبل في المجتمع الريفي أوك جروف، حيث حملت الفيضانات المركبات لمسافات طويلة وتسببت في تشويهها لدرجة يصعب التعرف عليها، واقتلعت الأشجار الكبيرة بالكامل، ودمرت منازل كبيرة من الطوب ذات مراسي واسعة. واصل الإعصار طريقه إلى مقاطعة لورانس، مما أثر على مجتمع ماونت هوب. دمر مطعم المدينة والعديد من المنازل.

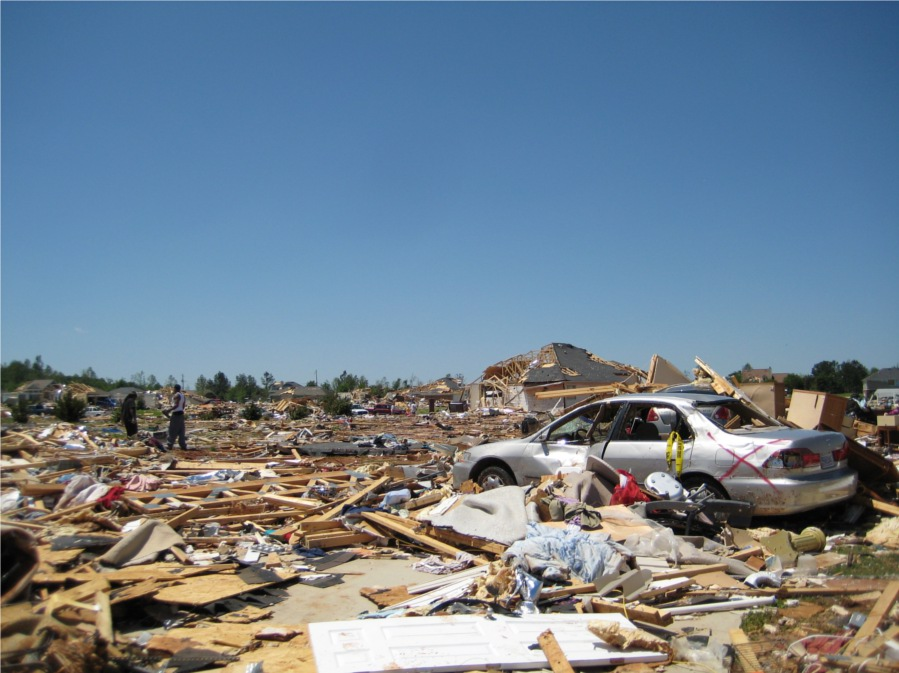
حي مدمر في توني، ألاباما.

تحرك الإعصار باتجاه الشمال الشرقي، مما أدى إلى إحداث أضرار EF3 في لانغتاون وما حولها. اشتدت قوة الإعصار إلى الدرجة الرابعة عندما مر بالقرب من مولتون وترينيتي ، مما أدى إلى إزالة لحاء الأشجار وإتلافها وتسوية المنازل بالأرض. ثم استمر عبر الزاوية الشمالية الغربية لمقاطعة مورجان ، وعبرت بحيرة ويلر، وانتقلت إلى مقاطعة ليمستون ، ووصلت إلى مسافة 2 ميل (3.2 كـم) من محطة براونز فيري للطاقة النووية . تسبب الإعصار في انقطاع التيار الكهربائي في المنطقة، مما أدى إلى إغلاق المصنع. استمر الإعصار في اتجاه مجتمع تانر الصغير. تعرض تانر لجزء كبير من الضرر من المستوى EF4 وممر ضيق من "الضرر من المستوى EF4 العالي إلى ما يقرب من المستوى EF5". "لقد دمرت العاصفة بشكل كامل" العديد من المنازل المبنية بشكل جيد مع مسامير التثبيت. وبينما عبرت العاصفة الطريق السريع 72 في شرق مقاطعة ليمستون، دمر الإعصار رادار دوبلر الذي تديره شركة WAFF التابعة لشبكة NBC في هانتسفيل (القناة 48) واستمر في شرق ليمستون، وهي منطقة مكتظة بالسكان في مقاطعة ليمستون حيث تضررت المنازل في الأقسام الفرعية أو دمرت بقوة EF3 العالية. وعندما عبرت العاصفة إلى مقاطعة ماديسون، اقتربت من مجتمعات الضواحي ذات الكثافة السكانية العالية في هارفيست وتوني ، حيث تسببت في إتلاف أو تدمير مئات المنازل، وخاصة في منطقتي أندرسون هيلز وكارتر جين. تحولت العديد من المنازل إلى أنقاض، وتم تصنيف الأضرار في هذه المنطقة بشكل رئيسي على أنها EF3 مع وجود جيب صغير من أضرار EF4 في Harvest. دمر الإعصار متجر بقالة Piggly Wiggly في Harvest بالكامل وألحق أضرارًا بالغة بمتجر صغير وبنك محلي، والذي تم إغلاقه لعدة أشهر بعد الحدث. وتقدمت العاصفة عبر طريق بولاسكي بايك في شمال غرب مقاطعة ماديسون، مما أدى إلى إلحاق أضرار بالعديد من المنازل، ثم تبددت بعد ذلك بفترة وجيزة. في المجمل، تعرضت مئات المنازل لأضرار تتراوح بين المتوسطة والكبيرة على طول الطريق من ليمستون إلى مقاطعة ماديسون، وكان العديد منها خسائر إجمالية.
في البداية، كان من المعتقد أن الإعصار استمر حتى وصل إلى ولاية تينيسي . ومع ذلك، فإن التحديثات التي طرأت على مجموعة أدوات تقييم الأضرار (DAT) والتحليل الذي أجراه مساحو الأضرار، بما في ذلك إعادة تحليل عام 2022 للتفشي الذي أجرته الإدارة الوطنية للمحيطات والغلاف الجوي (NOAA) والمختبر الوطني للعواصف الشديدة (NSSL)، حددت أن إعصار هاكلبورج ارتفع بعد مقاطعة ماديسون وقيم الجزء في تينيسي ليكون إعصارًا منفصلاً من الفئة EF3.
في المجمل، أدى هذا الإعصار إلى مقتل 71 شخصًا، جميعهم في ألاباما. هذا جعله أعنف إعصار فردي يضرب ولاية ألاباما على الإطلاق، وكذلك (في ذلك الوقت) الأكثر فتكًا في الولايات المتحدة منذ إعصار أودال بولاية كانساس عام 1955، والذي أسفر عن مقتل 80 شخصًا. بالإضافة إلى كونه الأكثر فتكًا، كان لهذا الإعصار أيضًا أحد أطول المسارات بين جميع الأعاصير التي اندلعت، حيث امتد مساره 102 ميل (164 كـم) عبر شمال ألاباما.
لقد هبط هذا الإعصار العنيف ذو المسار الطويل من الفئة EF4 في الساعة 3:40 الساعة 20:40 بالتوقيت العالمي المنسق (20:40 بالتوقيت العالمي المنسق) في شمال شرق مقاطعة بيكينز، ألاباما ، مما أدى إلى إتلاف بعض بيوت الدجاج بقوة EF1. تسبب الإعصار في أضرار في أسقف المنازل ودمر بعض المباني الخارجية قبل أن ينتقل إلى مقاطعة توسكالوسا ثم لفترة وجيزة إلى مقاطعة فاييت ، مما تسبب في أضرار كبيرة للأشجار من الفئة EF2 وأضرار هيكلية طفيفة. ثم انتقل الإعصار مرة أخرى إلى مقاطعة توسكالوسا، مما تسبب في أضرار طفيفة في الأشجار والهياكل بقوة EF1 قبل أن يشتد بسرعة ويعبر إلى مقاطعة فاييت مرة أخرى. هناك، دمرت على الأقل منزلًا متنقلًا بالكامل، مع فصل الإطار وإلقاء الحطام المتبقي على مسافة كبيرة. وبدا أن الإعصار قد ازداد قوة بشكل أكبر، حيث تم تدمير العديد من المنازل المتنقلة مع تناثر الحطام على مسافة كبيرة وإطارات المنازل ملتوية ومبعثرة. تم تصنيف الضرر على أنه EF3 في هذه المنطقة. كما تم إسقاط العديد من الأشجار قبل أن ينتقل الإعصار إلى مقاطعة ووكر . ثم ضعفت إلى قوة EF1 وتسببت في أضرار طفيفة في الغالب للأشجار والمنازل المتنقلة. إلى الجنوب من أوكمان ، تم اقتلاع العديد من الأشجار وكسرها، وتم إسقاط برج للهاتف المحمول، وتدمير المنازل المتنقلة بكثافة EF2. ثم قامت بعد ذلك بدحرجة المركبات وتدمير منزل من الطوب إلى الجنوب الشرقي من أوكمان، مع تصنيف الضرر على أنه EF3 في ذلك الموقع. ضعف الإعصار بشكل كبير عندما اقترب من الممر X لنظام طريق Appalachian Development Highway (الآن الطريق السريع 22 )، مع أضرار طفيفة فقط للأشجار من الدرجة EF0، قبل أن يشتد بشكل كبير عندما دخل بلدة Cordova على بعد 0.5-ميل (0.80 كـم)إعصار EF3 بعرض (كم) .
وفي كوردوفا، تعرضت العديد من المنازل والبيوت المصنعة للضرر أو الدمار في هذه المنطقة إلى جانب سقوط العديد من الأشجار. تم جرف بعض المنازل غير المثبتة في المدينة من أساساتها. كانت المباني في وسط مدينة كوردوفا قد تعرضت بالفعل لأضرار بالغة بسبب إعصار EF3 في وقت سابق من ذلك الصباح، كما تلقت المزيد من الأضرار من هذا الإعصار. إلى الشرق من كوردوفا، عبر الإعصار فرع مولبيري لنهر بلاك واريور ثلاث مرات (إلى جانب فرع سيبسي مرة واحدة، شمال التقائه مع فرع مولبيري). اشتدت العاصفة إلى إعصار عنيف من الفئة EF4 في شمال شرق مقاطعة ووكر، حيث دمرت منزلًا تم بناؤه في الموقع بالكامل ودمرت منزلين متنقلين قريبين. تم إلقاء أحد الهياكل السفلية للمنزل المتنقل على 500 يارد (460 م) على الأقل م) . انقلبت جرافة وزنها 5 أطنان، وألقيت شاحنة صغيرة على 200 يارد (180 م) ، وتم إلقاء شاحنة قلابة على 50 يارد (46 م) ودمرت. تم إلقاء مقطورة تزن طنين على 1 ميل (1.6 كـم) وترك مسافة 2.5-قدم (0.76 م) الحفرة العميقة حيث اصطدمت بالأرض. تم إلقاء منزلين متنقلين مزدوجي العرض على 100 يارد (91 م) على الأقل م) ، وتم إلقاء منزل متنقل ثالث على 100 يارد (91 م) حتى 50 قدم (15 م) الجسر ودمر على طول هذا الجزء من الطريق أيضًا. إلى الجنوب من سيبسي ، تم تدمير المزيد من المنازل والبيوت المتنقلة بقوة EF2 إلى EF3 وتم كسر العديد من الأشجار.
ثم عبر الإعصار نهر مولبيري للمرة الرابعة وانتقل إلى مقاطعة كولمان . إلى الجنوب من أركاديلفيا ، تم رصد منطقة ثانية من أضرار EF4، حيث تم تسوية منزل مبني من الطوب الخرساني وسقطت سيارة على 130 يارد (120 م) . وفي مكان قريب، انهار ملجأ عاصفة تحت الأرض على السكان الذين كانوا يحتمون بالداخل عندما مر الإعصار فوقهم. ثم عبر الإعصار نهر مولبيري مرة أخرى، وانتقل إلى مقاطعة بلونت ، حيث تسبب في أضرار في سقف أحد المنازل من الفئة EF1 وكسر مئات الأشجار. ثم عبرت الطريق السريع 65 قبل عبور Mulberry Fork إلى مقاطعة Cullman جنوب غرب Garden City ، مما أدى إلى كسر العديد من الأشجار الإضافية بقوة EF1. ثم عبرت النهر بسرعة مرة أخرى (العبور السابع)، وعادت إلى مقاطعة بلونت. وبينما استمرت في السير نحو الجنوب الغربي من جاردن سيتي، فقد امتدت عبر مولبيري فورك قبل أن تتحرك أخيرًا بقوة إلى مقاطعة بلونت وفي اتجاه بلونتسفيل . على الجانب الجنوبي الشرقي من بلونتسفيل، أسقط الإعصار العديد من الأشجار وتسبب في أضرار EF2 عالية المستوى للمنازل المبنية من الطوب والألواح، والتي انهارت بعض الجدران الخارجية لأحدها. استمرت العاصفة في التحرك إلى الشمال الشرقي وخارج بلونتسفيل، حيث لحقت أضرار إضافية بمنزلين من الفئة EF3. لقد تم تدمير جزء كبير من أحد المنازل عن أساساته، إلا أن سقف المرآب تعرض لأضرار طفيفة فقط. وفي المنزل الثاني من هذين المنزلين، ألقيت شاحنة قلابة على 30 قدم (9.1 م) . انتقل الإعصار بعد ذلك إلى مقاطعة مارشال ، مما تسبب في أضرار جسيمة للمنازل وإسقاط عدد كبير من الأشجار. وتعرضت إحدى السقائف لأضرار في السقف، كما دُمر مصنع صناعي بالكامل بقوة EF2. ثم انتقل الإعصار إلى منطقة مشجرة، وضعّف، ثم ارتفع في النهاية إلى الجنوب الغربي من غونتيرسفيل في الساعة 5:56 مساءًا بتوقيت وسط الولايات المتحدة (22:56 بالتوقيت العالمي المنسق). سقطت آلاف الأشجار على طول مسار الإعصار.
ظل هذا الإعصار على الأرض لمدة ساعتين وست عشرة دقيقة، وتتبع مسافة 127.8 ميل (205.7 كـم) عبر سبع مقاطعات. تم تصنيفها على أنها منخفضة المستوى EF4 مع رياح تبلغ 170 ميل/س (270 كم/س) . وفي المجمل، قُتل 13 شخصًا وأصيب 54 آخرون.

### سميثفيل، ميسيسيبي/شوتسفيل، ألاباما
هذا الإعصار العنيف من الفئة EF5، مع رياح تقدر سرعتها بما يصل إلى 205 ميل/س (330 كم/س) ، ضرب بلدة سميثفيل، ميسيسيبي ، في الساعة 3:47 الساعة 20:47 بالتوقيت العالمي المنسق (CDT) في 27 أبريل، مما أدى إلى أضرار كارثية ووفيات عديدة. بدأ الإعصار على 3 ميل (4.8 كـم) غرب-جنوب غرب سميثفيل على طول الممر المائي تينيسي-تومبيجبي بالقرب من قفل جلوفر ويلكنز في الساعة 3:42 الساعة 20:42 بالتوقيت العالمي المنسق (20:42 بالتوقيت العالمي المنسق)، التقطت صورًا لعدد كبير من الأشجار بالقرب من منطقة سميثفيل الترفيهية. ثم اشتدت قوة الإعصار بسرعة مع اقترابه من المدينة، حيث وصل إلى شدته EF5. عندما عبرت العاصفة طريق ديفيس الجنوبي، كانت الأرض مجروفة بعمق في حقل قريب. اجتاح الإعصار العديد من المنازل والمباني أثناء تحركه باتجاه الشمال الشرقي، متبعًا الطريق السريع 25 . تم إلقاء شاحنة نصف مقطورة لمسافة كبيرة وتدميرها في هذه المنطقة، وفي أحد المساكن التي جرفتها المياه، تم سحب جزء من بلاطة الأساس الخرسانية وخلعها قليلاً. وقد جرفت المياه العديد من المنازل المبنية من الطوب والتي كانت مثبتة جيدا، وتحول منزل جنازة كبير من الطوب إلى لوح عار عندما خرج الإعصار من الجانب الشمالي الشرقي من المدينة، مع تناثر الحطام وجرفته الرياح إلى منطقة غابات مجاورة. وقد سقطت شواهد القبور الجرانيتية القريبة في الاتجاه المعاكس لمرور الإعصار. بشكل عام، دمر الإعصار 117 مبنى في سميثفيل وألحق أضرارًا بـ 50 مبنى آخر، مما أسفر عن مقتل 16 شخصًا. ضعف الإعصار مع استمراره في عبور المناطق الريفية شمال شرق المدينة وانتقل إلى مقاطعة إيتاومبا ، حيث أسقط عددًا كبيرًا من الأشجار وخطوط الكهرباء وتسبب في أضرار في سقف أحد المنازل قبل الخروج من المقاطعة.

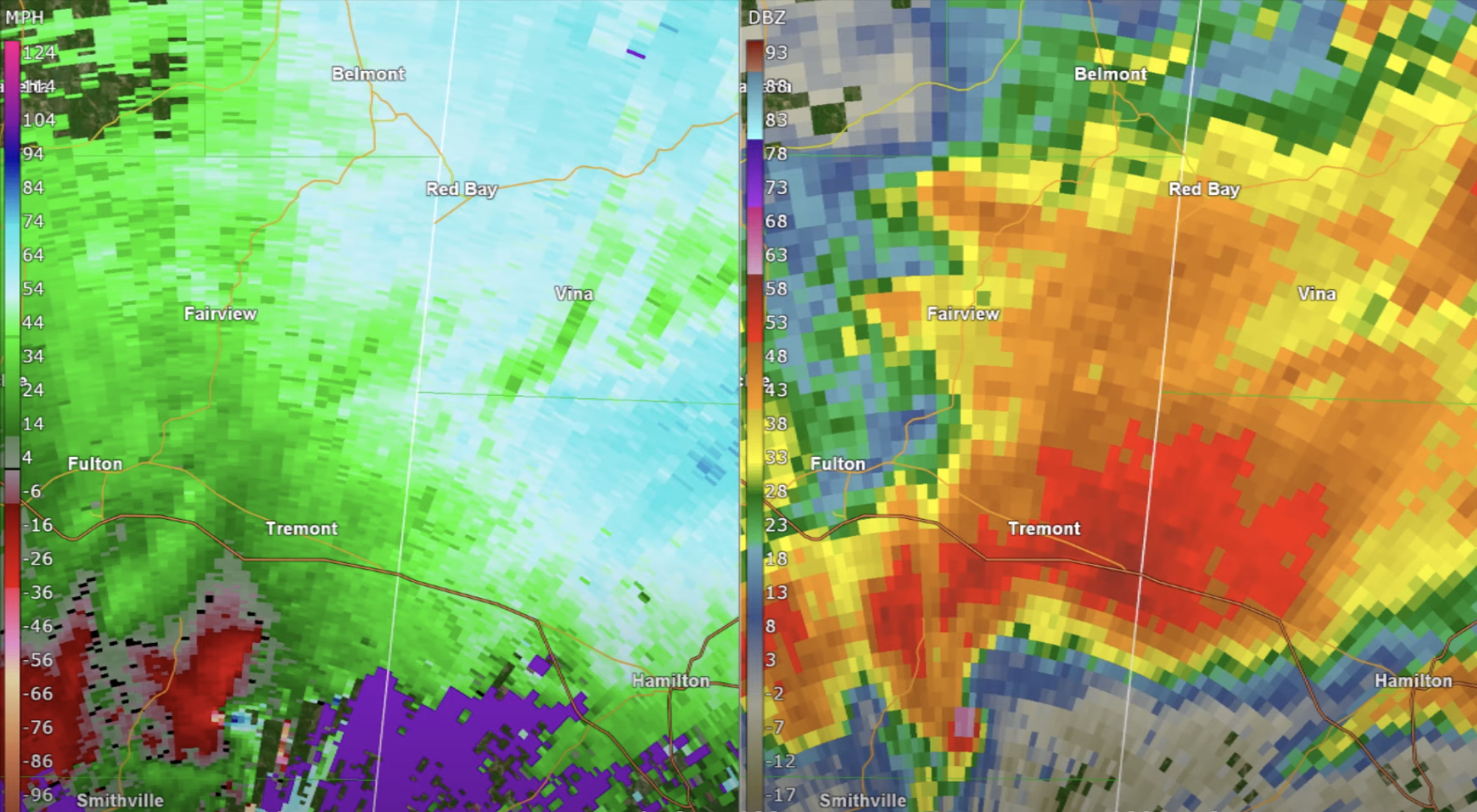
صورة الرادار تظهر العاصفة العملاقة وصدى الخطاف للعاصفة التي أنتجت إعصار سميثفيل.

واصل الإعصار طريقه عبر حدود ولاية ألاباما إلى مقاطعة ماريون ، حيث تسبب في أضرار بقوة EF1 بالقرب من بيكسار . استمر الإعصار في التقدم نحو الشمال الشرقي، حيث اشتد مرة أخرى عندما ضرب مجتمع شوتسفيل الريفي بكثافة عالية من الفئة EF3، حيث دمرت المنازل والبيوت المتنقلة وقتل سبعة أشخاص، كما تسبب في أضرار إضافية عالية من الفئة EF3 مع استمراره شمال هاميلتون . تأثرت المزيد من الهياكل عندما اقترب الإعصار وعبوره إلى مقاطعة فرانكلين . ثم تبدد الإعصار بالقرب من بلدة هودجز في الساعة 4:23 مساءًا بتوقيت وسط الولايات المتحدة (21:23 بالتوقيت العالمي المنسق). كان مسار الضرر 37.3 ميل (60.0 كـم) طويلة و3⁄4 ميل (1.2 كـم) 3 ⁄ 4 ميل (1.2 بلغ عرض الإعصار (1.2 كم) في أوسع نقطة منه، وأسفر عن مقتل 23 شخصًا على طول مساره. وأصيب 137 شخصًا آخرين.

### بيسجاه-فلات روك-هيغدون، ألاباما/ترينتون، جورجيا
هذا الإعصار متعدد الدوامات EF4 الذي نشأ من إعصار كولمان العملاق، مع أقصى رياح مستدامة تصل إلى 190 ميل/س (310 كم/س) ، ودمر أجزاء من مقاطعتي جاكسون وديكالب في ألاباما، بالإضافة إلى مقاطعتي ديد ووكر في جورجيا على طول طريق 47-ميل-long (76 كـم) مسار يصل أحيانًا إلى 1,260 يارد (1,150 م) عرضًا، مما أسفر عن مقتل 14 شخصًا وإصابة ما لا يقل عن 50 آخرين.
ضرب الإعصار شمال القسم ، مما أدى في البداية إلى إحداث أضرار بالأشجار تتراوح من EF0 إلى EF1. اشتدت قوة الإعصار بسرعة إلى مستوى منخفض من تصنيف EF4 أثناء مروره شمال غرب بيسجا وروزالي ، مما أدى إلى تدمير العديد من المنازل المتنقلة والمنازل ذات الأساسات الخرسانية، وتشتيت الحطام على بعد مئات الأمتار ومقتل ثلاثة أشخاص. تم قطع آلاف الأشجار وإزالة قشورها، وتم إلقاء المركبات على مسافة تصل إلى 50 يارد (46 م) في اتجاهات مختلفة، وتضررت الحظائر وحظائر الدجاج بشكل كبير، إلى جانب سقف الكنيسة. وعندما مر بالقرب من فلات روك وهيجدون ، وصل الإعصار إلى أعلى مستويات قوته على مستوى EF4، مما أدى إلى سقوط آلاف الأشجار في هذه المنطقة الريفية. عندما ضرب الإعصار مزرعة، تم تدمير منزل وحظيرتين للدجاج بالكامل وجرفتهما المياه. تم رفع خزان البروبان الثقيل وإلقائه على 100 يارد (91 م) من أحد حظائر الدجاج، وأدى إلى نفوق 19 رأس ماشية كانت موجودة في المزرعة. ومن المثير للدهشة أن عائلة مكونة من أربعة أفراد كانت تلجأ إلى داخل المنزل لم تصب بأذى على الإطلاق. حافظ الإعصار على قوته من الفئة EF4 أثناء اجتياحه مجتمع شيلوه الريفي، مما أدى إلى تدمير العديد من المنازل المتنقلة والمنازل ذات الأساسات الخرسانية ومقتل خمسة أشخاص في ذلك الموقع. تم قطع آلاف الأشجار، وتدمير كوخ خشبي، وقتل الماشية، وتسوية بيوت الدجاج بالأرض، وسقطت شاحنة صغيرة في حقل على 400 يارد (370 م) بعيدًا عن المكان الذي نشأت فيه. ثم عبر الإعصار إلى جورجيا وعبر الطريق السريع 59 عندما ضرب ترينتون بقوة EF3، مما أسفر عن مقتل شخصين. وتعرضت عشرات المنازل في ترينتون إما للتدمير الكامل أو لأضرار جسيمة، كما سقطت عشرات الآلاف من الأشجار في المنطقة. كما تم تدمير متجر بقالة ومبنيين سكنيين ودار جنازة أيضًا.
ضعفت قوة الإعصار إلى المستوى EF2 عندما ضرب فلينتستون إلى الشمال الشرقي، لكنه مع ذلك تسبب في أضرار جسيمة. وسقطت العديد من الأشجار وخطوط الكهرباء، ودُمرت 7 منازل، وتعرض 26 منزلاً لأضرار جسيمة، و35 منزلاً لأضرار طفيفة في منطقة فلينتستون. استمر الإعصار في التحرك شمالًا شرقًا، ثم ضعف إلى قوة EF0 قبل أن يتبدد أخيرًا بالقرب من فورت أوغلثورب .
في 23 يناير 2025، نشر أنتوني دبليو. ليزا من مختبر العواصف الشديدة الوطني إلى جانب هارولد إي. بروكس وماكنزي جيه. كروكا من كلية الأرصاد الجوية بجامعة أوكلاهوما ورقة بحثية للجمعية الأمريكية للأرصاد الجوية ، حيث ذكروا أن الإعصار في بيسجا كان "مرشحًا لـ EF5". كانت الورقة البحثية ترى أن سرعة الرياح الأولية لـ EF5 يجب أن تكون 190 ميل/س (310 كم/س) بدلاً من 201 ميل/س (323 كم/س) .

### توسكالوسا-برمنغهام، ألاباما
ضرب هذا الإعصار الإسفيني متعدد الدوامات الكبير مقاطعة جرين الريفية في ألاباما ، وامتد عبر مقاطعة توسكالوسا المجاورة، بما في ذلك الأجزاء الجنوبية والشرقية من توسكالوسا في حوالي الساعة 5:10 مساءً بتوقيت وسط الولايات المتحدة (22:10 بالتوقيت العالمي المنسق) في 27 أبريل. وأفادت التقارير أن حطام الإعصار كان يتساقط من السماء عبر برمنغهام على مسافة تزيد عن 20 ميل (32 كـم) بعيدًا في مقاطعة جيفرسون . التقطت كاميرات Skycams التي تديرها محطة تلفزيون توسكالوسا WVUA-CA (القناة 7) بالإضافة إلى شركة Birmingham Fox التابعة لـ WBRC (القناة 6)، وشبكة ABC التابعة لـ WBMA-LD / WCFT-TV / WJSU-TV (القنوات 58 و33 و40)، وشبكة CBS التابعة لـ WIAT (القناة 42) لقطات حية للإعصار أثناء ضربه لتوسكالوسا؛ وحصلت WIAT على جوائز، بما في ذلك جائزة إدوارد ر. مورو الإقليمية عن "التغطية الحية المتميزة" للحدث). وبينما اتجه الإعصار شرقا نحو شارع 35 وشارع كاولووسا، تعرضت مرافق خدمات البيئة في توسكالوسا وشركة سينتاس لأضرار بالغة. وتعرضت العديد من المنازل والمباني السكنية في أحياء روزديل وفوريست ليك، بالإضافة إلى متجر بقالة P&P في روزديل، للدمار. تحولت عدة متاجر ومطاعم في منطقة الأعمال التجارية عند تقاطع شارع ماكفارلاند وشارع 15، بالقرب من المركز الطبي الإقليمي DCH، إلى أنقاض. كما تم تدمير المباني الواقعة في شارع 35، بين الطريق السريع 359 وشارع مارتن لوثر كينغ جونيور، بالكامل. تعرض حي ألبرتا سيتي في شرق توسكالوسا لأضرار كارثية حيث تم تدمير العديد من المنازل والمباني السكنية ومركز للتسوق بالكامل. ووقعت أضرار إضافية منخفضة المستوى من الفئة EF4 في ضاحية هولت في توسكالوسا الواقعة إلى الشمال الشرقي، حيث تم تدمير العديد من المنازل أو جرفها في تلك المنطقة. ثم خرج الإعصار من منطقة توسكالوسا وانتقل عبر الغابات الكثيفة باتجاه برمنغهام، مما أدى إلى سقوط آلاف الأشجار ونزع قشورها عند أدنى مستوى لشدة EF3.

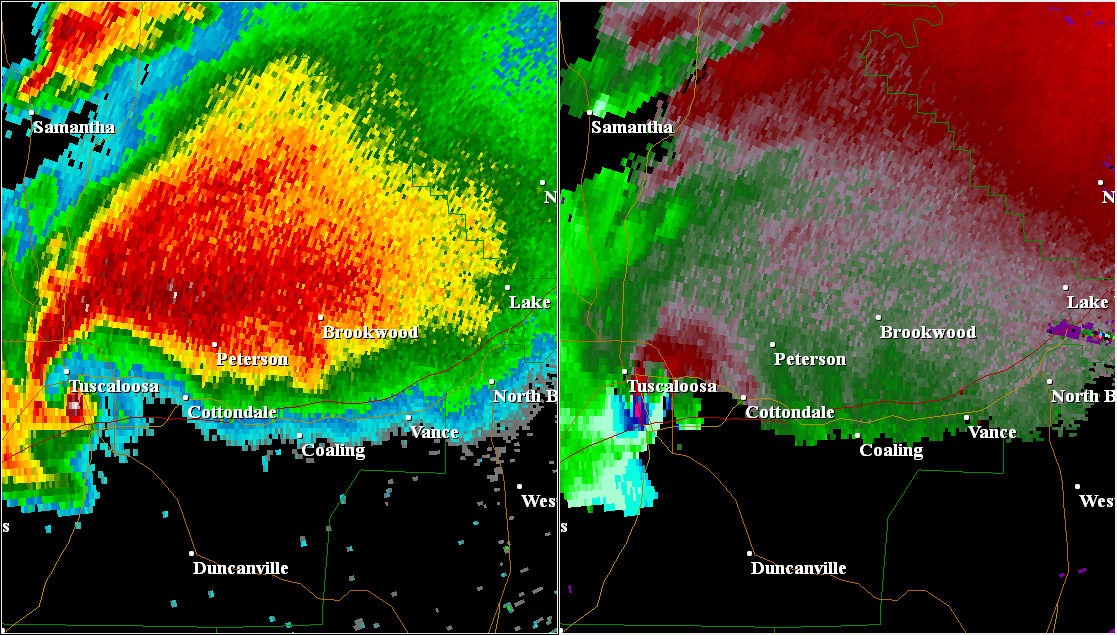
صورة انعكاسية الرادار وسرعة العاصفة العملاقة التي أنتجت الإعصار في الساعة 22:10 UTC (5:12 (مساءً بتوقيت وسط الولايات المتحدة) عندما ضرب توسكالوسا، مع ظهور كرة من الحطام بوضوح.

أغلقت جامعة ألاباما الحرم الجامعي لفترة وجيزة أثناء العاصفة نفسها، واستأنفت أنشطتها العادية في غضون دقائق. وبعد إدراك حجم الأضرار التي سببتها العاصفة خارج الحرم الجامعي مباشرة، بما في ذلك مناطق سكن الطلاب خارج الحرم الجامعي، أغلقت الجامعة جميع الأنشطة الأكاديمية واللامنهجية لبقية اليوم، ثم في وقت لاحق، للأيام العشرة المتبقية من الفصل الدراسي. تم إلغاء جميع الامتحانات النهائية، مع حصول جميع الطلاب المسجلين على الدرجة النهائية بناءً على درجاتهم في يوم العاصفة. تم تأجيل احتفالات التخرج الربيعية حتى 6 أغسطس. لم تتضرر الجامعة نفسها بسبب العاصفة، على الرغم من اكتشاف وفاة ستة طلاب مسجلين في الجامعة لاحقًا.
أظهرت العديد من المحطات، بما في ذلك WIAT وWBMA/WCFT/WJSU و WTVY (القناة 4) في دوثان و WSFA (القناة 12) في مونتغمري، كاميرات تلفزيونية تلتقط الحدث بينما كان الإعصار يتحرك شرقًا وشمال شرقًا عبر الضواحي الغربية والشمالية لمدينة برمنغهام حوالي الساعة 6:00. مساءًا بتوقيت وسط الولايات المتحدة (23:00 بالتوقيت العالمي المنسق). وتكثفت بسرعة إلى أقصى شدتها ونمت إلى أقصى عرض لها عندما اقتربت من المنطقة. تعرضت ضواحي كونكورد وبليزانت جروف للدمار بسبب إعصار EF4 عالي المستوى أثناء تحركه نحو الشمال الشرقي، مما أدى إلى تدمير أحياء بأكملها. ثم ضعف الإعصار، لكنه لا يزال يسبب أضرارًا جسيمة من الدرجة EF2 لمجتمع ماكدونالد تشابل . عندما دخل الإعصار حدود مدينة برمنغهام، أثر على حي برات سيتي بينما كان لا يزال بقوة EF2، مما أدى إلى إتلاف العديد من المنازل والمباني السكنية. ثم ضرب الإعصار ضاحية فولتونديل ، مما تسبب في أضرار إضافية من الدرجة الثانية للمنازل والشركات قبل أن يضعف بسرعة ويتبدد شمال تارانت .
حددت هيئة الأرصاد الجوية الوطنية طول مسار هذا الإعصار العنيف بـ 80.7 ميل (129.9 كـم) مع عرض مسار الضرر الأقصى 1.5 ميل (2.4 كـم) . أشارت أشد أضرار الإعصار إلى ذروة الرياح التي بلغت حوالي 190 ميل/س (310 كم/س) ؛ ولذلك تم منحها التصنيف النهائي EF4. أشارت التقارير الواردة من توسكالوسا إلى مقتل 44 شخصًا، بالإضافة إلى 20 حالة وفاة أخرى في برمنغهام. بشكل عام، أدى هذا الإعصار إلى مقتل 64 شخصًا وإصابة أكثر من 1500 آخرين. قام الرئيس باراك أوباما والسيدة الأولى ميشيل أوباما بزيارة توسكالوسا في 29 أبريل، وقاموا بجولة ميدانية في بعض المناطق المتضررة. ونقل عن أوباما قوله إنه "لم يشهد قط دمارًا مثل هذا". وأضاف أنه أعلن بالفعل حالة الطوارئ الفيدرالية في ألاباما.

### فاكلر-ستيفنسون-بريدجبورت، ألاباما/هاليتاون، تينيسي
هذا EF4 إعصار، مع رياح تصل سرعتها إلى 180 ميل/س (290 كم/س) ، هبطت في مجتمع فاكلر في الساعة 5:05 مساءً بتوقيت وسط الولايات المتحدة (22:05 (UTC) في أبريل 27، مما تسبب في البداية في أضرار طفيفة للمنازل المتنقلة وسقوط الأشجار. ثم تحرك الإعصار نحو الشمال الشرقي نحو ستيفنسون ، حيث سقطت أشجار كبيرة، وتضررت عدة أسطح، وانقلبت مقطورة، ودُمر سقيفة جزئيًا. ثم وصلت إلى EF3 الشدة، و 24 تم تفكيك وتسوية أبراج الضغط العالي المعدنية شمال شرق مطار ستيفنسون. وفي هذه المنطقة، تم تدمير منزل متنقل وانهيار منزل تم بناؤه في الموقع. وتعرض منزلين آخرين لأضرار هيكلية، وانقلب منزلان متنقلان على جانبهما، كما دُمر حظيرة معدنية. ثم استمر الإعصار نحو الشمال الشرقي ووصل إلى EF4 القوة، مع وقوع الضرر الأكثر أهمية بالقرب من تقاطع الطرق الإقليمية 255 و 256. هنا، تم هدم منزل حتى أساساته.
واستمر الإعصار في تدمير منزلين آخرين مبنيين جيدًا ومثبتين جيدًا على أساساتهما الخرسانية وألقى بسيارة أخرى على بعد حوالي 50 يارد (46 م) آخرين. م) . تم قطع العديد من الأشجار الكبيرة فوق الأرض مباشرة، وتم ترك منزل ثالث بدون جدران قائمة، وتم هدم منزل متنقل بالكامل ونثره على طول طريق المقاطعة 256 أيضا. استمر الإعصار في الاتجاه الشمالي الشرقي، مما أدى إلى تدمير مرآب مبني من الطوب وإلحاق أضرار بمنزل متنقل على طول شارع السادس، جنوب شرق مدينة بريدجبورت مباشرة. ثم عبر نهر تينيسي ، مما تسبب في أضرار كبيرة للأشجار حيث مر على بعد بضعة أميال إلى الشمال الغربي من براينت قبل أن ينتقل إلى مقاطعة ماريون، تينيسي .
سافر الإعصار 30.24 ميل (48.67 كـم) عبر مقاطعتي جاكسون وماريون وكان عرض الذروة 1,320 يارد (1,210 م) . قُتل شخص واحد بسبب الإعصار في مقاطعة جاكسون، وهو مراهق بالقرب من بريدجبورت.

### سويرفيل-إيولين، ألاباما
هبط هذا الإعصار القوي ذو المسار الطويل من الفئة EF3 في أقصى جنوب غرب مقاطعة جرين إلى الغرب والجنوب الغربي من تيشابي ، بالقرب من حدود مقاطعة سومتر ، في الساعة 5:30 الساعة 22:30 بالتوقيت العالمي المنسق (CDT) وتحركت نحو الشمال الشرقي. بعد أن هبط الإعصار في منطقة ريفية على الجانب الشرقي من نهر تومبيجبي ، اشتد بسرعة إلى قوة EF2 العالية على طول الطريق الريفي 69. اتجه الإعصار نحو الشمال الشرقي، مما أدى إلى إتلاف حظيرة وتدمير كنيستين صغيرتين وأربعة منازل متنقلة على الأقل. أثناء عبور الطريق السريع 43 بالولايات المتحدة ، دمر الإعصار مبنى معدنيًا كبيرًا، وتسبب في أضرار جسيمة في الأسقف والجدران للعديد من المباني المبنية من الطوب والمنازل. وسقطت مئات الأشجار في هذه المنطقة أيضًا. أصيب شخصان بإصابات طفيفة في مقاطعة جرين بينما استمر الإعصار على طول مسار ريفي في المقام الأول باتجاه الشمال الشرقي، متحركًا عبر نهر بلاك واريور إلى مقاطعة هيل .
دخل الإعصار مقاطعة هيل غربي سويرفيل ، واستمر في التحرك عبر المناطق الريفية ذات الكثافة السكانية المنخفضة. إلى الشمال من ساويرفيل، اشتدت قوة الإعصار إلى الدرجة EF3 أثناء عبوره الطريق السريع رقم 14 في ولاية ألاباما . وصلت سرعة الرياح القصوى المقدرة إلى 145 ميل/س (233 كم/س) ، واصل الإعصار مساره نحو الشمال الشرقي، عابرًا الطرق الإقليمية 18 و21، والطريق السريع 69 في ولاية ألاباما ، والطريق الإقليمي 29 أثناء تحركه جنوبًا وشرقًا من المجتمعات الصغيرة في هاربر هيل وإنغرام . تسبب الإعصار في أضرار هيكلية واسعة النطاق في هذه المنطقة، تتألف من العديد من المنازل المتنقلة والمنازل المبنية في الموقع والتي تعرضت لأضرار بالغة أو دمرت. وتعرضت كنيسة في المنطقة لأضرار بالغة، كما تطايرت المركبات ودُمرت، واقتلعت آلاف الأشجار أيضًا.
وخلف الإعصار ستة قتلى وأربعين جريحًا آخرين، وحافظ على شدته أثناء تحركه نحو غابة تالاديجا الوطنية . لقد أسقطت عددًا كبيرًا من الأشجار قبل أن تنتقل إلى مقاطعة بيب شمال الطريق السريع رقم 25 في ولاية ألاباما . وفي مقاطعة بيب، واصل الإعصار التحرك نحو الشمال الشرقي عبر غابة تالاديجا الوطنية بقوة EF3، مع سقوط آلاف الأشجار وقطع قشورها جزئيًا. بعد الخروج من الغابة الوطنية مباشرة تقريبًا، أثر الإعصار بشكل مباشر على مجتمع إيولين الصغير على طول الطريق السريع 82 بالولايات المتحدة ، شمال غرب برينت وسنتيرفيل . ودمرت الكارثة نحو اثني عشر منزلا متنقلا ومنزلا عائليا مبنيا في الموقع، في حين لحقت أضرار أخرى كثيرة تتراوح بين البسيطة والكبيرة. بالإضافة إلى ذلك، تم تدمير قسم الإطفاء التطوعي في إيولين ومؤسسة تجارية أخرى. وقعت حالة وفاة واحدة في إيولين، في سيارة بالقرب من مبنى إدارة الإطفاء، إلى جانب عشر إصابات أخرى.

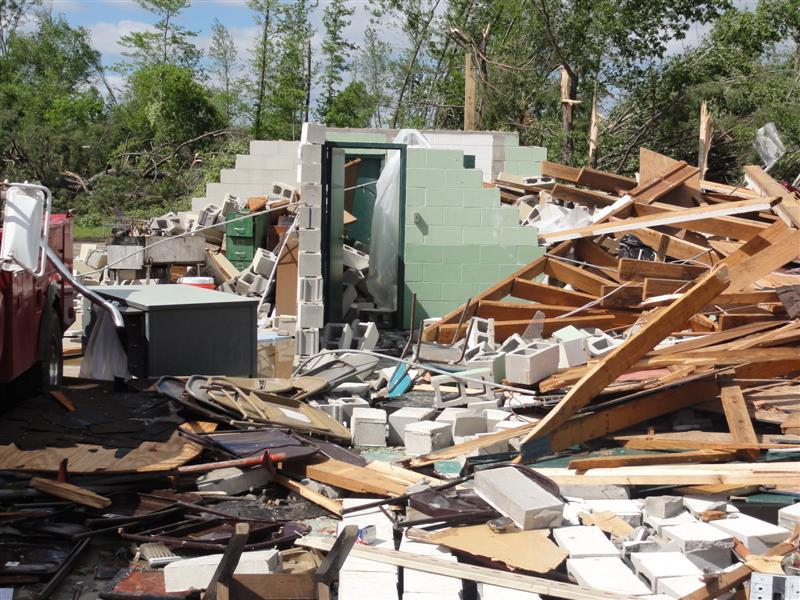
الأضرار التي لحقت بمحطة الإطفاء التطوعية في إيولين.

إلى الشمال الشرقي من إيولين، ضعفت قوة الإعصار إلى شدته EF2، واستمر في التسبب في أضرار جسيمة أثناء عبوره الطريق الإقليمي 9، والطريق السريع 5 في ولاية ألاباما ، والطريق الإقليمي 26، جنوب ويست بلوكتون . وتعرضت العديد من المنازل المتنقلة والمنازل المبنية في الموقع إما للتدمير أو لأضرار جسيمة. على طول الطريق، سقطت آلاف الأشجار. واصل الإعصار الضعف مع تحركه شرق ويست بلوكتون، واستمر في إسقاط الأشجار. سقطت المزيد من الأشجار عندما عبر الإعصار نهر كاهبا وارتفع إلى الشمال الشرقي من مارفل في الساعة 6:55 الساعة 23:55 بالتوقيت العالمي المنسق (CDT)، ليست بعيدة عن حدود مقاطعة شيلبي .
تم تصنيف الإعصار على أنه EF3، مع أقصى سرعة للرياح المستمرة تبلغ 145 ميل/س (233 كم/س) في الساعة. ميل في الساعة (233 كم/ساعة) . وظلت على الأرض لمدة ساعة ونصف تقريبًا، وقطعت مسافة 72.13 ميل (116.08 كـم) ، وفي بعض الأحيان، يبلغ طولها حوالي واحد ميل (1.6 كـم) عرضًا. وفي المجمل، قُتل سبعة أشخاص وأصيب ما لا يقل عن 52 آخرين.

### رالي-روز هيل-إنتربرايز، ميسيسيبي/يانتلي-يونيونتاون، ألاباما
ضرب هذا الإعصار العنيف للغاية من الفئة EF4، والذي يتميز بمساره الطويل للغاية، بالقرب من مدينة رالي بولاية ميسيسيبي ، في مقاطعة سميث في الساعة 5:42 الساعة 22:42 بالتوقيت العالمي المنسق (22:42 بالتوقيت العالمي المنسق)، واستمرت في منطقة يونيونتاون، ألاباما ، قبل أن تتبدد. أدى الإعصار في البداية إلى سقوط الأشجار، وتطاير ألواح المنازل المتنقلة، وتمزيق القوباء المنطقية من الأسطح. اشتدت قوة الإعصار أثناء تحركه باتجاه الشمال الشرقي عبر مقاطعة سميث وأحدث أضرارًا وصلت إلى المستوى EF2 وEF3. تم التقاط منزل متنقل، وارتد عدة مرات، وألقي على خط الأشجار، حيث تمزق وتناثر الحطام على مسافة تصل إلى ميل واحد، بما في ذلك الإطار. أدى الإعصار إلى اقتلاع مجموعة من أشجار الصنوبر وتدمير منزلين خشبيين، مع حدوث أضرار جسيمة في الجدران الداخلية، وتدمير الجدران الخارجية بالكامل. تم كسر العديد من أعمدة الكهرباء، وتدمير منزل متنقل، وتدمير مبنى متجر كبير بالكامل. ثم انتقلت إلى مقاطعة جاسبر وقامت بكسر وإزالة لحاء العديد من أشجار الصنوبر. تم رصد أول منطقة أضرار من الفئة EF4 بالقرب من مدينة لوين كمنزل إطاري وتم تدمير العديد من المنازل المتنقلة بالكامل، مع إلقاء أجزاء من المنازل المتنقلة لمسافات طويلة، وتم تنظيف بعض أساسات المنزل الإطاري. تسبب الإعصار في أضرار جسيمة بمزرعة دواجن ومزرعة ماشية قبل أن يضعف لفترة وجيزة. وأدى ذلك إلى تدمير منزلين متنقلين وتسبب في أضرار واسعة للأشجار وخطوط الكهرباء. ثم أنتج الإعصار مسارًا ضيقًا نسبيًا من أضرار الأشجار وخطوط الكهرباء بقوة EF1 لعدة أميال، حتى اشتد مرة أخرى بالقرب من قوة EF3 بالقرب من روز هيل .
إلى الجنوب الشرقي من روز هيل، أزال الإعصار معظم سقف منزل خشبي وتسبب في أضرار جسيمة للجدران الخارجية، وأزال قسمًا كبيرًا من سقف منزل خشبي آخر، ودمر منزلًا متنقلًا كبيرًا بالكامل، وتسبب في أضرار واسعة النطاق للأشجار. ثم ضعف الإعصار مرة أخرى ودخل مقاطعة كلارك كقوة EF0 بينما أسقط عددًا قليلًا من الأشجار. اشتدت قوة الإعصار مرة أخرى وأسقط الأشجار وخطوط الكهرباء أثناء عبوره الطريق السريع 59 . ودُمرت عدة منازل أخرى ومنازل متنقلة أثناء تحرك الإعصار على طول الجانب الجنوبي من إنتربرايز . وفي الوقت نفسه، قام شون كيسي من فريق TIV بتصوير الإعصار باستخدام كاميرته ثلاثية الأبعاد الجديدة أثناء عبوره الطريق السريع I-59، مما جعل هذا أول إعصار على الإطلاق يتم تصويره بتقنية ثلاثية الأبعاد. تم رصد منطقة أخرى من أضرار EF4 شرق إنتربرايز حيث تم تسوية منزل جديد قيد الاكتمال بالأرض، مع إزالة الحطام من الأساس. وتعرضت العديد من المنازل الإطارية القريبة لأضرار بالغة. ودُمرت العديد من المنازل المتنقلة وأُسقطت الأشجار في هذه المنطقة أيضًا. ثم ضعفت قليلاً إلى قوة EF3 وأحدثت أضرارًا جسيمة في المزيد من المنازل والمنازل المتنقلة بالقرب من Snell و Energy . كما تسببت العاصفة في سقوط العديد من الأشجار وخطوط الكهرباء قبل أن تنتقل إلى مقاطعة تشوكتاو في ولاية ألاباما ، جنوب غرب يانتل . أدى الإعصار إلى مقتل سبعة أشخاص وإصابة أربعة عشر آخرين على طول مساره الذي 65-ميل (105 كـم) جزء من المسار الذي كان في ولاية ميسيسيبي .

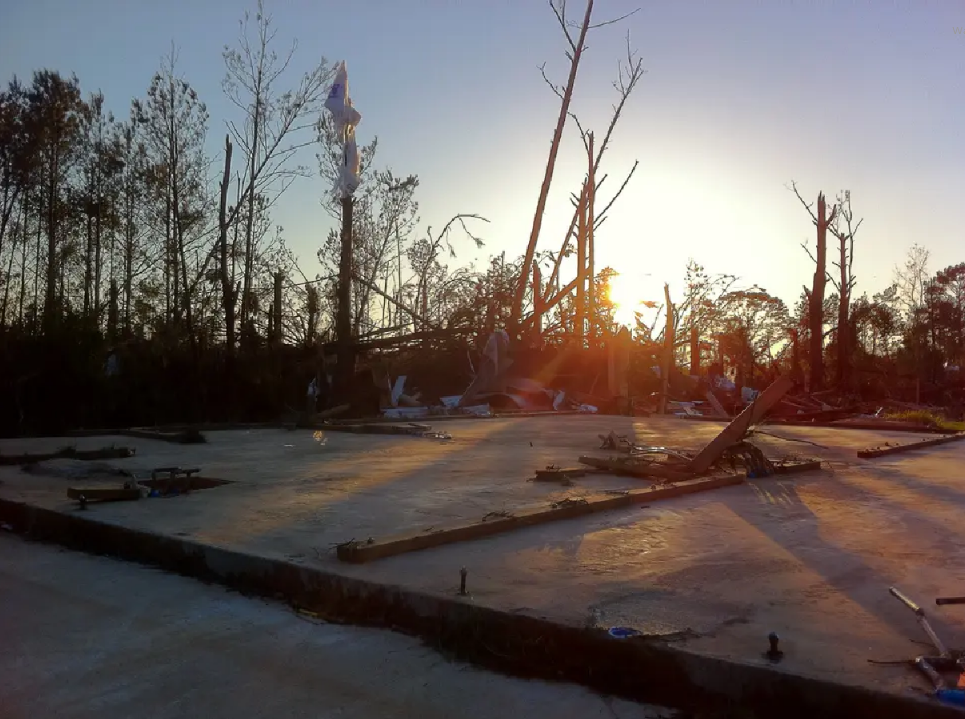
أضرار منخفضة المستوى من نوع EF4 لمنزل بالقرب من إنتربرايز، ميسيسيبي.

في مقاطعة تشوكتاو، قطع الإعصار مسافة 27.5 ميل (44.3 كـم) حيث تسبب في أضرار جسيمة للمنازل (دُمر أحدها بقوة EF3)، والعديد من الهياكل الأخرى. ودُمرت عدة منازل متنقلة، كما تم تحطيم العديد من الأشجار أو اقتلاعها بالكامل. ثم انتقل الإعصار إلى مقاطعة سومتر . وفي مقاطعة سومتر، تسبب الإعصار في أضرار جسيمة للمنازل والمنازل المتنقلة قبل أن يعبر نهر تومبيجبي وينتقل إلى مقاطعة مارينجو . واستمرت في التسبب في أضرار جسيمة للأشجار بالإضافة إلى تدمير العديد من المنازل والمباني الخارجية على طول طريق يبلغ طوله 26.7-ميل (43.0 كـم) المسار في هذه المقاطعة. ثم دخل الإعصار مقاطعة بيري ، الجزء الأخير من المسار، حيث تسبب في إتلاف مبنيين خارجيين وصومعة حبوب بالإضافة إلى التسبب في أضرار كبيرة للأشجار قبل أن يرتفع إلى الشمال مباشرة من يونيونتاون في الساعة 8:35 مساءًا بتوقيت وسط الولايات المتحدة (01:35 بالتوقيت العالمي المنسق). تم تصنيف الأضرار في مقاطعات سومتر، ومارينغو، وبيري على أنها EF2.
ظل هذا الإعصار على الأرض لمدة ثلاث ساعات تقريبًا، بعد أن قطع مسافة 122.04 ميل (196.40 كـم) عبر سبع مقاطعات في ولايتين. قُتل سبعة أشخاص وأصيب 17 آخرون.

### فيفي-رينسفيل-سيلفانيا، ألاباما/رايزنج فاون، جورجيا
بدأ هذا الإعصار العنيف متعدد الدوامات الذي نشأ من إعصار كوردوفا العملاق، المصنف EF5، في مجتمع ليكفيو شمال شرق جيرالدين، ألاباما ، في الساعة 6:19 الساعة 23:19 بالتوقيت العالمي المنسق (CDT)، خلال فترة ما بعد الظهر من يوم 27 أبريل. اتجه الإعصار نحو الشمال الشرقي لمسافة 36.63 ميل (58.95 كـم) بشكل عام موازية لطريق 75 ومباشرة إلى الشرق منه عبر فايف ، رينزفيل ، وسيلفانيا وحتى جورجيا ، مما أسفر عن مقتل 25 شخصًا.
تتكون الأضرار الأولية في ليكفيو من أضرار هيكلية للمباني الصغيرة والأشجار المكسورة. اشتدت قوة الإعصار عندما ضرب مدينة فايف، حيث وقعت أضرار أكثر أهمية. بعد فايف، أصبح الإعصار عنيفًا، وزاد عرضه من حوالي 50 يارد (46 م) إلى 100 ياردة (30 مترًا). م) إلى 0.5 ميل (800 م) عند دخوله شرق رينسفيل، ووصلت شدته إلى EF5 حيث دمر العديد من المنازل والشركات. تم تدمير مطعم Huddle House ومركز Rainsville Civic واتحاد ائتماني. كما تم إلقاء المركبات، بما في ذلك حافلة مدرسية تم تجريدها بالكامل من هيكلها. جرفت المياه عددًا كبيرًا من المنازل في منطقة رينسفيل بالكامل، وتناثر الحطام على مسافة تصل إلى ميل واحد من الأساسات. تم ربط بعض هذه المنازل بأساساتها باستخدام مسامير التثبيت وأشرطة الأساس. تم قطع الأشجار وتدمير المنازل المتنقلة بالكامل أيضًا. وكان الضرر شديدًا بشكل خاص إلى الشمال الشرقي من راينسفيل، حيث دُمر منزل حجري جيد البناء في هذه المنطقة بالكامل، مع تناثر الحطام بعيدًا عن الهيكل. تم اقتلاع عمود كبير من الأسمنت والحجر الداعم بالكامل من الأرض في هذا المسكن، مما أدى إلى سحب قسم من الأساس الخرساني في هذه العملية. وقد لوحظت آثار تآكل وحفر في الأرض في هذه المنطقة. كما جرفت المياه عددًا كبيرًا من المنازل على طول طريق لينجيرفيلت. في أحد المنازل التي جرفت في هذه المنطقة، تم انتزاع المراسي الخرسانية الداعمة من الأرض، وتم تمزيق شرفة خرسانية مع قطع متناثرة على مسافة تصل إلى 150 يارد (140 م) تم العثور على شاحنة صغيرة من المنزل ممزقة إلى قطع على مسافة تزيد عن 250 يارد (230 م) بعيدًا، وخزنة تزن 800 رطل (360 كـغ)تم سحب السفينة التي يبلغ وزنها 180 كجم من مرساها وإلقائها في منطقة مشجرة 600 قدم (180 م) بعيدا. عندما تم العثور على باب الخزنة، كان مفتوحًا وممزقًا تمامًا. تم تجريف الكثير من الغطاء الترابي لملجأ العواصف تحت الأرض في هذه المنطقة، وأفاد سكانه أن الهيكل ارتفع قليلاً إلى الأعلى عندما مر الإعصار فوقهم. تم تجريف الأرصفة من عدة طرق في المنطقة، وتم تمزيق شرفة خرسانية وكسرها إلى نصفين في مسكن آخر تم جرفه.

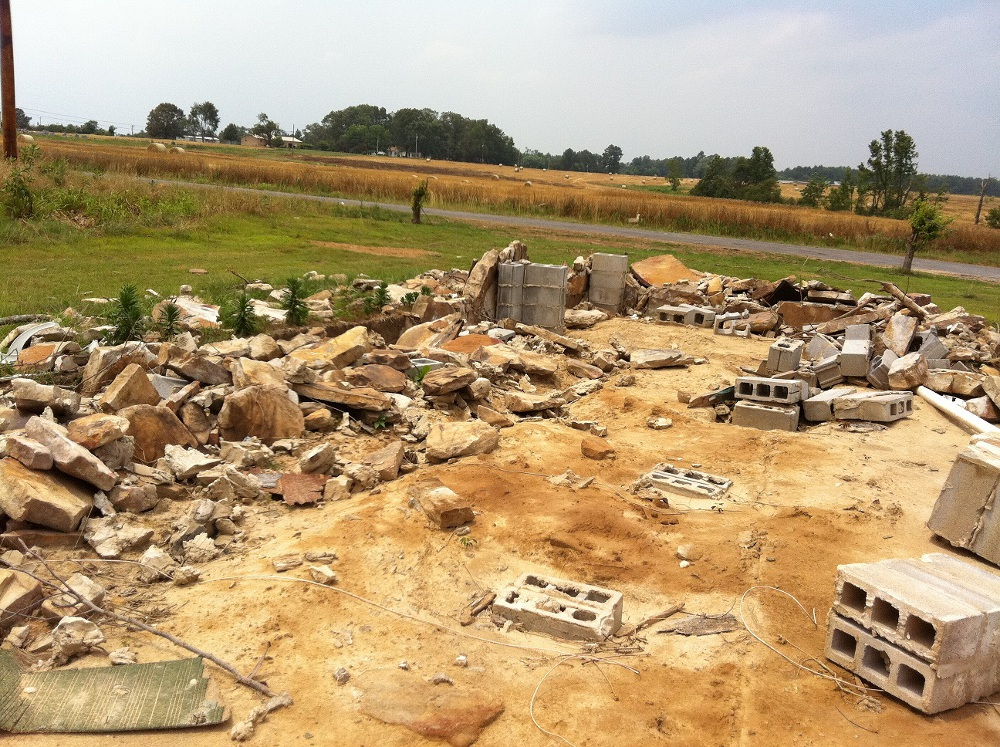
منزل مهدم على طول طريق سكاجز.

استمر الإعصار في عبور الأطراف الشرقية لسيلفانيا ، حيث دُمر كنيسة بالكامل، وتم سحب جزء من الرصيف، وجرفت منازل إضافية وتشتتت، على الرغم من أنه تم الكشف عن أن هذه المنازل تم دفعها من أساساتها مع مرساة محدودة. ونتيجة لذلك، تم تطبيق تصنيف EF4 عالي الجودة في هذه المنطقة. واصل الإعصار تدمير المزيد من المنازل أثناء مروره بالقرب من هيناجار وإيدر ، حيث بدأ عند هذه النقطة في التوازي بشكل وثيق مع الطريق السريع 59 . عبرت إلى جورجيا بالقرب من جبل فوكس بقوة EF1 مع رياح بلغت 110 ميل/س (180 كم/س) في الساعة. ميل في الساعة (180 كم/ساعة) . لقد قطعت مسافة ثلاثة ميل (4.8 كـم) إلى جورجيا، وعبور الطريق السريع 59 والانتقال عبر رايزنج فاون قبل الرفع خارج المجتمع في الساعة 6:55 مساءً بتوقيت وسط الولايات المتحدة/7:55 مساءًا بتوقيت شرق الولايات المتحدة (23:55 بالتوقيت العالمي المنسق). اقتصرت الأضرار في جورجيا على الأشجار وخطوط الكهرباء وأضرار هيكلية طفيفة في عدد قليل من المنازل. جاء هذا الإعصار من نفس العاصفة العملاقة التي أنتجت إعصار EF4 الذي ضرب مدينة رينغولد، جورجيا ، بعد حوالي 30 دقيقة.

### وادي شول كريك - أوهاتشي - بيدمونت، ألاباما/كيف سبرينغ، جورجيا
بعد أن تبدد إعصار توسكالوسا/برمنغهام، أنتجت نفس الخلية العملاقة إعصار EF4 هذا في الساعة 6:28 الساعة 23:28 بالتوقيت العالمي المنسق (23:28 بالتوقيت العالمي المنسق) بالقرب من أرجو، ألاباما ، في شرق مقاطعة جيفرسون . وقد أدى ذلك إلى تدمير المجتمع الريفي في وادي شول كريك، الواقع بين آشفيل وراجلاند في مقاطعة سانت كلير، ألاباما .
بعد هبوطه جنوب غرب أرجو، استمر الإعصار شمال شرق أودينفيل ، مما أدى إلى أضرار بالأشجار تتراوح من EF0 إلى EF1. إلى الشرق، اشتد الإعصار إلى قوة EF3 ودخل مجتمع Shoal Creek Valley الريفي، متبعًا طريق County Road 22/Shoal Creek Road لمسافة 12.5 ميل (20.1 كـم) ، مع اختلاف المسار والعرض بشكل كبير على طول الطريق. لم يتبق في هذه المنطقة سوى جدران داخلية للعديد من المنازل. وقد تعرض جزء من هذا الجزء من الطريق لأضرار كانت أسوأ بكثير على جانب واحد من الطريق مقارنة بالجانب الآخر، في حين أظهرت مناطق أخرى دمارًا متساويًا على جانبي الطريق. وصل الإعصار إلى شدة متوسطة المدى من الفئة EF4 نحو نهاية الوادي عندما اقترب من بحيرة نيلي هنري . ودُمرت منازل إضافية في هذه المنطقة، وجرفت المياه منزلاً واحداً، كما تم قطع آلاف الأشجار وإزالة قشورها. حافظ الإعصار على قوته من الفئة EF4 أثناء عبوره البحيرة ومزق الحافة الشمالية لمدينة أوهاتشي ، مما أدى إلى تدمير العديد من المنازل الواقعة على الواجهة البحرية بالكامل أو جرفها. تراوحت الأضرار بين سقوط الأشجار وتلف الأسطح إلى الدمار الكامل حيث ضرب الإعصار هذه المنطقة بسرعة 50–60 ميل/س (80–97 كم/س) في الساعة. ميل في الساعة (80–97 كم/ساعة) ، مصحوبة برياح تزيد سرعتها عن 180 ميل/س (290 كم/س) . بلغ العدد الرسمي للمنازل المدمرة أو المتضررة بشدة في وادي شول كريك وأوهاتشي 256 منزلاً. ودُمرت معظم خطوط الهاتف وخطوط الكهرباء والأعمدة، كما انقطعت خطوط المياه بسبب الأشجار التي اقتلعتها الفيضانات. وقد سويت منازل بأكملها بالأرض، وفي بعض الحالات أزيلت بالكامل بسبب العاصفة، ولم يبق خلفها سوى درجات من الطوب، ومدفأة ومدخنة، أو بلاطة من الطوب. تم تقطيع الحظائر والمركبات والجرارات والمعدات الزراعية الثقيلة وإلقائها على مسافة تصل إلى 0.5 ميل (0.80 كـم) بعيدًا عن مكان نشأتهم. تم إلقاء الماشية وقتلها، وارتفع عدد القتلى البشريين في البداية من 13 إلى 15 في المنطقة.

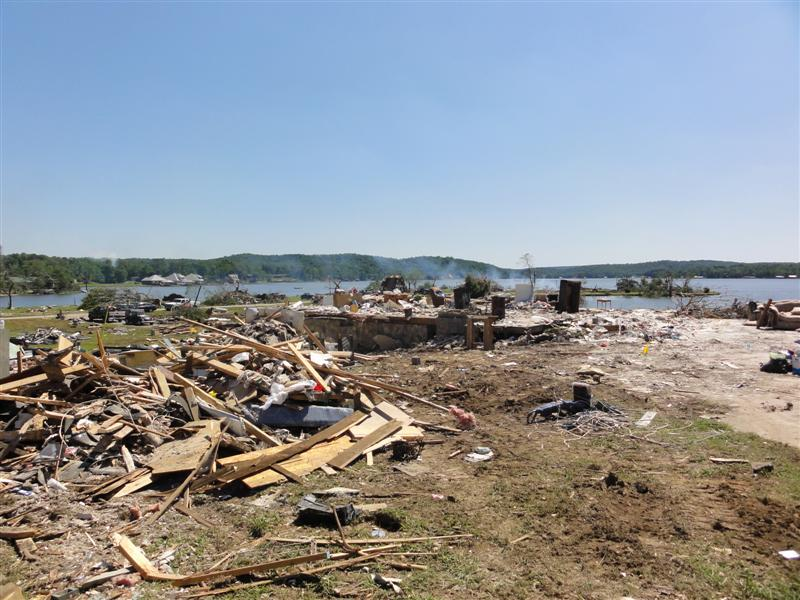
منزل تم جرفه من أساساته على طول طريق روبينز ميل.

تسبب الإعصار في أضرار EF3 بشكل رئيسي في المنازل أثناء مروره شمال ويلينغتون ، على الرغم من حدوث جيب صغير من أضرار EF4 في مجتمع ويستر تشابل الريفي الصغير، حيث تم تدمير كنيسة وعدة منازل بالكامل أو جرفها، وتحولت الأشجار إلى جذوع، وتركت العديد من المنازل الأخرى بجدران داخلية فقط. كما تعرض ملعب سيلفر ليكس للغولف لأضرار جسيمة في هذه المنطقة، حيث تم تدمير ما لا يقل عن 50 ألف شجرة وتضررت المباني أو دمرت. استمر الإعصار في الاتجاه نحو الشمال الشرقي، حيث تسبب في أضرار بالغة من الدرجة EF3 شمال بيدمونت ، مما أدى إلى تدمير المنازل المتنقلة، وكسر العديد من الأشجار، وتسوية منزل بالأرض. تم تسوية منازل إضافية بكثافة EF3 عالية المستوى بالقرب من Indian Mountain Tract قبل أن تستمر عبر المناطق الريفية إلى جورجيا . تم تدمير العديد من المباني الخارجية والمنازل، وسقطت العديد من الأشجار في مقاطعات بولك ، وفلويد ، وبارو . وتم تسجيل أضرار جسيمة بالقرب من كهف سبرينغ حيث تضررت أو دمرت بيوت الدجاج والمنازل، كما أصيب العديد من الأشخاص. تم تصنيف الأضرار في جورجيا بـ EF2. أخيرًا، تبدد الإعصار بالقرب من كينغستون، جورجيا ، بعد أن سافر لمسافة 97.33 ميل (156.64 كـم) على مدى ساعة و47 دقيقة.
بلغ إجمالي عدد القتلى في هذا الإعصار، بجمع الوفيات في مقاطعتي سانت كلير وكالهون في ألاباما، 22 شخصًا في النهاية.

### رينغولد، جورجيا/جنوب شرق تينيسي
من نفس العاصفة العملاقة التي تسببت في إعصار EF5 الذي ضرب Rainsville، ضرب هذا الإعصار العنيف متعدد الدوامات أجزاء من أقصى شمال جورجيا وجنوب شرق تينيسي خلال ساعات منتصف المساء من يوم 27 أبريل. هبطت على طول طريق ديفيس ريدج في مقاطعة كاتوسا، جورجيا ، وانتقلت عبر بلدة رينغولد بقوة EF3، مما أدى إلى تدمير العديد من المنازل والشركات. دمر الإعصار جزئيًا فندق Baymont Inn & Suites ، الذي يقع بالقرب من الطريق السريع 75 ، إلى جانب مطعم McDonald's ، ومطعم Taco Bell ، والعديد من محطات الوقود الواقعة على الطريق السريع 151 في رينغولد عند تقاطع الطريق السريع 75 (المخرج 348). كما تعرضت إدارة خدمات الأسرة والطفل في مقاطعة كاتوسا وغيرها من الشركات في شارع ناشفيل في وسط مدينة رينغولد لأضرار بالغة. تم تدمير مركز كيلرهالز لتعليم الفنون البصرية في مدرسة رينغولد الثانوية (أصيبت مدرسة رينغولد الثانوية نفسها بأضرار طفيفة)، وتعرضت مدرسة رينغولد المتوسطة لأضرار بالغة. بعد مروره بوسط مدينة رينغولد، وصلت شدة الإعصار إلى الدرجة الرابعة من حيث الشدة عندما شق طريقه عبر منطقة فرعية على طول طريق شيروكي فالي على الحافة الشمالية للمدينة. تم تدمير اثني عشر منزلاً بالكامل وجرفتها المياه في ذلك الموقع (على الرغم من أنها لم تكن مبنية بشكل جيد). وقد تم تجريد العديد من الأشجار من لحاءها وأوراقها في هذه المنطقة أيضًا. تم تدمير 74 منزلاً و/أو شركة، 60 منها تعرضت لأضرار جسيمة، و118 تعرضت لأضرار طفيفة بإجمالي 252 مبنى متضرر في منطقة رينغولد. قُتل ثمانية أشخاص، معظمهم في المنطقة الواقعة على طول طريق وادي شيروكي.

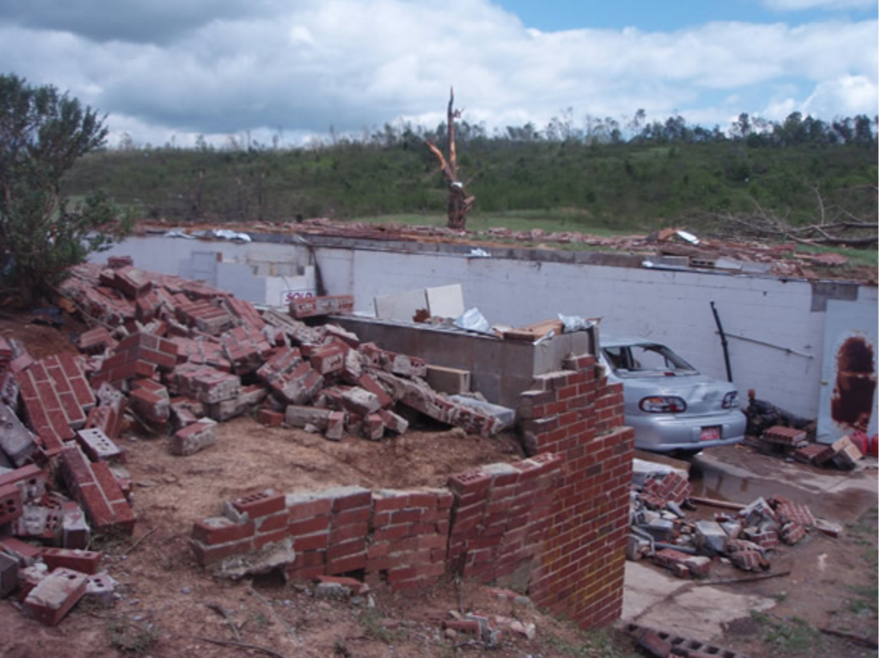
أضرار EF4 لمنزل كبير من الطوب في أبيسون، تينيسي.

عبرت العاصفة حدود ولاية تينيسي في الساعة 8:28 الساعة 00:28 بالتوقيت العالمي المنسق، وانتقل إلى مقاطعة هاملتون بولاية تينيسي، وضرب بلدة أبيسون الصغيرة بقوة EF4 عالية، حيث سويت منازل كبيرة بالأرض أو جرفتها المياه، وتضرر 150 منزلًا آخر، وتم كسر آلاف الأشجار واقتلاعها من جذورها. ثم عبر الإعصار إلى مقاطعة برادلي بقوة منخفضة من تصنيف EF4، وتحرك عبر الأطراف الجنوبية والشرقية لمدينة كليفلاند وأثر بشكل أساسي على المناطق السكنية، على الرغم من تضرر أو تدمير عدد قليل من الشركات أيضًا. وتعرضت الأحياء الفرعية في الجزء الجنوبي من المدينة لأضرار جسيمة، حيث تم تدمير العديد من المنازل وتسوية بعضها بالأرض. قُتل أربعة أشخاص في كليفلاند، وأصيب العديد من الآخرين. تم قطع العديد من الأشجار في مقاطعة بولك عندما ضعف الإعصار إلى قوة EF1، قبل أن يعبر إلى مقاطعة ماكمين. اشتد الإعصار مرة أخرى إلى الدرجة الثانية من القوة ودمر منزلين ومنزلًا متنقلًا قبل أن يرتفع جنوب أثينا .
أدى الإعصار إلى مقتل 20 شخصًا وإصابة المئات على طول مساره الذي يبلغ طوله 48-ميل (77 كـم) مسار عبر مقاطعات كاتوسا، وهاملتون، وبرادلي، وبولك، وماكمين. تم منح الإعصار تصنيف EF4 مع سرعة رياح قصوى تبلغ 190 ميل/س (310 كم/س) . كان مسار الضرر الذي أحدثه الإعصار1⁄2 ميل (0.80 كـم) 1 ⁄ 2 ميل (0.80 كم) عرضًا. كان هذا الإعصار هو الثامن فقط في جورجيا الذي تم تصنيفه على أنه F4/EF4 على مقياس فوجيتا ( المحسن ) منذ عام 1950، عندما بدأت سجلات الأعاصير الرسمية الحالية. سيكون هذا آخر إعصار من الفئة EF4 في الولاية حتى 26 مارس 2021 ، عندما ضرب نيونان بعد منتصف الليل بقليل.
إغلقت جميع الطرق المؤدية إلى رينغولد وخارجها حتى صباح يوم 29 أبريل؛ وبعد إعادة فتح الطرق المؤدية إلى المناطق المتضررة، سُمح للسكان وأصحاب الأعمال بالعودة، حيث سُمح لهم بالدخول فقط من خلال تقديم الهوية وإبلاغ الشرطة بسبب دخولهم إلى المنطقة، من أجل الحد من عمليات النهب في المناطق المتضررة من العاصفة.
في 23 يناير 2025، نشر أنتوني دبليو. ليزا من مختبر العواصف الشديدة الوطني إلى جانب هارولد إي. بروكس وماكنزي جيه. كروكا من كلية الأرصاد الجوية بجامعة أوكلاهوما ورقة بحثية للجمعية الأمريكية للأرصاد الجوية ، حيث ذكروا أن الإعصار في أبيسون كان "مرشحًا لـ EF5". كانت الورقة البحثية ترى أن سرعة الرياح الأولية لـ EF5 يجب أن تكون 190 ميل/س (310 كم/س) بدلاً من 201 ميل/س (323 كم/س) .

### انتقائي - بحيرة مارتن - ديدفيل، ألاباما
ضرب هذا الإعصار العنيف ذو المسار الطويل المناطق المحيطة ببحيرة مارتن في شرق وسط ألاباما. تسبب الإعصار في إحداث مساحات كبيرة من الأضرار من الفئة EF4، وخاصة في المنازل الواقعة على شواطئ بحيرة مارتن. وقد جرفت المياه العديد من المنازل بالكامل من أساساتها، كما اقتلع الإعصار مئات الأشجار من جذورها. وصلت إلى شدة EF3 ثلاث مرات على الأقل، ووصلت إلى شدتها القصوى في الطرف المنخفض من EF4 في بحيرة مارتن.

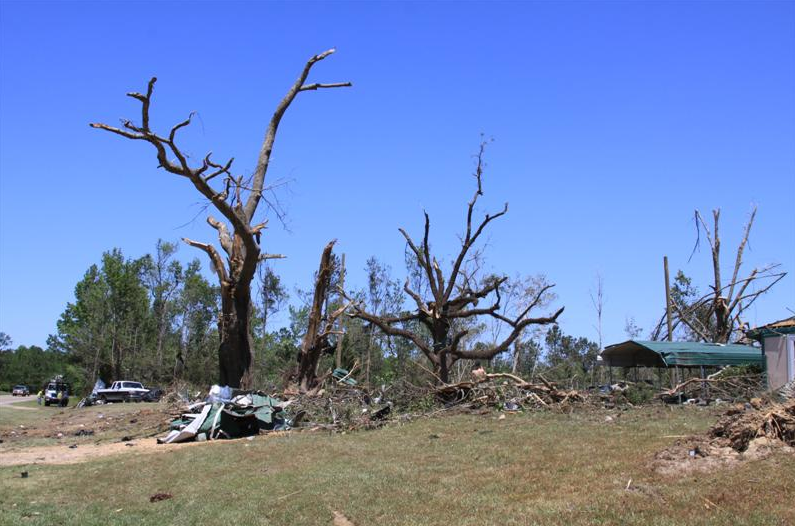
أضرار EF2 للأشجار الواقعة قبالة الطريق AL 9 شمال شرق دكستر.

ضرب الإعصار لأول مرة شمال ويتومبكا في مقاطعة إلمور ، جنوب شارع تشاريتي لين في حوالي الساعة 8:12 مساءًا بتوقيت وسط الولايات المتحدة (01:12 بالتوقيت العالمي المنسق). بدأ المسار شرق الشمال مباشرة على طول طريق جرير (CR 209) بكثافة EF1 عالية المستوى، مما أدى إلى كسر الأشجار وتفجير الجملون المواجه للجنوب لسقف أحد المنازل. ثم تحول الإعصار نحو الشمال الشرقي، واستمر في تحطيم الأشجار واقتلاعها أثناء تحركه عبر المناطق الريفية غير المأهولة بالسكان بشكل عام. ثم اشتد الإعصار إلى أعلى مستوى من شدة EF2 مع رياح بلغت 130 ميل/س (210 كم/س) الساعة. ميل في الساعة (210 كم/ساعة) أثناء مرورها عبر الجانب الشمالي الغربي من دكستر ، مما أدى إلى إلحاق أضرار جسيمة بالعديد من المنازل. تم إزالة سقف أحد المنازل وهدم جزء من الجدار الخارجي، كما تم دحرجة منزل متنقل وتدميره بالكامل، وتطايرت الحطام على مسافة مئات الأمتار. وكان سكان المنزل المتنقل قد شاهدوا تحذير الإعصار على شاشة التلفزيون الخاص بهم وذهبوا إلى منزل أحد الجيران بحثًا عن الأمان قبل أن يضرب الإعصار. وكان هناك أضرار جسيمة في المعدات الزراعية والمباني الخارجية في هذه المنطقة أيضًا. واصل الإعصار تحركه نحو الشمال الشرقي عبر المناطق الحرجية، مواصلا التسبب في أضرار EF2. تم إزالة سقف أحد المنازل الواقعة على طول طريق باول وهدم العديد من الجدران الخارجية. وتلقى ثمانية أشخاص في المنزل تحذيرًا ولجأوا إلى أحد الممرات قبل أن يضرب الإعصار، ولم يصب سوى واحد منهم. كما تم تدمير ثلاثة حظائر والعديد من المباني الخارجية والجرارات الموجودة في العقار بالكامل. ثم انتقل الإعصار إلى الأحياء على طول الطريق السريع 9 ، مما أدى إلى إتلاف العديد من المنازل، وقطع الأشجار وكسرها.
ثم اشتدت قوة الإعصار إلى EF3 عندما وصل إلى الطريق المركزي (CR 418). تم تدمير منزل متنقل على طول الطريق بشكل كامل، سمع ساكنيه التحذير، لكنهما لم يتمكنا من الوصول إلى مأوى آمن، مما أدى إلى احتجازهما وإصابتهما بجروح خطيرة تحت أنقاض المنزل. إلى الشمال الشرقي من هناك على طول طريق أولد كولي (CR 417)، تم تفجير أسقف العديد من المنازل مع هدم الجدران الخارجية لأحد المنازل. ثم عبر الإعصار تقاطع طريق ميدل وطريق أوكشن بارن وضرب متنزهًا للمنازل المتنقلة، مما أدى إلى تدمير 10 منازل متنقلة ومقتل أربعة أشخاص. وقد أصيب منزل في الحديقة بحطام المنازل المتنقلة، وسقطت الجدران الخارجية والداخلية في منتصف المنزل. ضعف الإعصار إلى شدته EF2 حيث استمر في التحرك نحو الشمال الشرقي عبر مناطق غابات كثيفة ومر بشكل ضيق جنوب بلدة فالكينر، مما تسبب في أضرار بالأشجار بشكل رئيسي. ثم اشتد الإعصار إلى شدة EF3 مرة أخرى أثناء تحركه على طول طريق جبل حبرون (CR 80) شرق فالكينر. تم تدمير العديد من المنازل والشركات، بما في ذلك شركة WW Monument، وكنيستين، ومشتل زراعي بالكامل في هذه المنطقة. تم تطاير حطام الحرم المقدس لإحدى الكنائس (كنيسة ماونت بابتيست) 100–200 يارد (91–183 م) ، تم إزالة الطابق الثاني من منزل مكون من مستويين، وتم إزالة سقف منزل على طول طريق نيرو روك وتم هدم جدارين خارجيين. ثم ضعف الإعصار مرة أخرى إلى شدة EF2 ومر شمال الأردن مباشرة، ونجا منه بصعوبة. وعندما اقترب الإعصار من بحيرة مارتن ، اقتلع وكسر العديد من الأشجار. ثم عبر الإعصار الطريق السريع 63 وتتبعه إلى منطقة بحيرة مارتن، محافظًا على قوة EF2 أثناء عبوره البحيرة جنوب جسر الطريق السريع 63. بعد التحرك نحو الشاطئ، استعاد الإعصار شدته EF3 مع نموه إلى ذروة عرضه البالغة 0.5 ميل (0.80 كـم) ووصل إلى ويندرمير . تم كسر العديد من الأشجار وتجريدها جزئيًا من القشور، وانهيار أبراج نقل الكهرباء الرقيقة، وتعرضت العديد من المنازل لأضرار جسيمة.

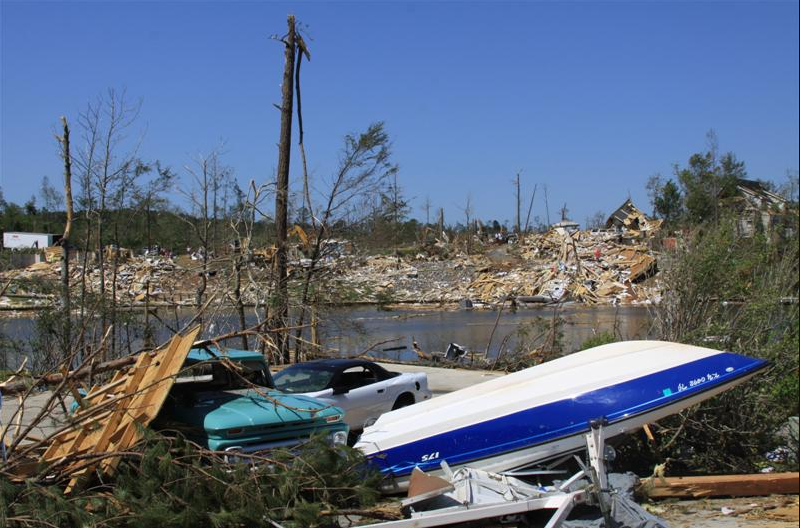
أضرار EF4 للمنازل والقوارب الواقعة على ضفاف البحيرة في طريق ماونتن فيو

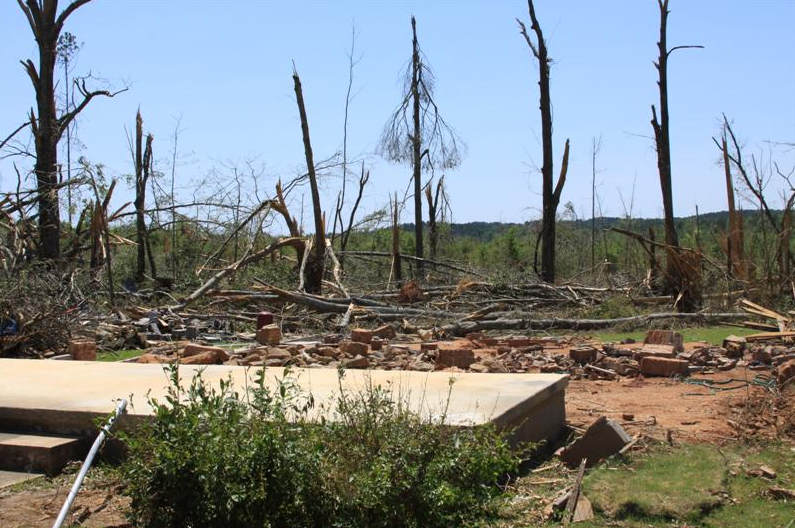
أضرار EF3 لمنزل عمره 100 عام يقع على الطريق الإقليمي 54

ثم عاد الإعصار إلى بحيرة مارتن وعبر مقاطعة تالابوسا مع الاحتفاظ بشدة EF3. ثم أصبح الإعصار عنيفًا، ووصل إلى قوة منخفضة من تصنيف EF4 مع رياح تصل سرعتها إلى 170 ميل/س (270 كم/س) الساعة. ميل في الساعة (270 كم/ساعة) أثناء تحركها إلى الشاطئ على طريق ستوني ريدج. تم تسوية العديد من المنازل متعددة الطوابق المبنية بشكل جيد بالأرض ولم يتبق أي جدران قائمة فوق مستوى الطابق السفلي. وشمل ذلك منزلًا مكونًا من طابقين يقع في الجزء الشمالي من شارع ساندي لين والذي تم تسويته بالأرض بسبب الحطام الناتج عن الهيكل الذي تم إلقاؤه في البحيرة. كما تم تسوية أربعة منازل تقع على ضفاف البحيرة. استمر الإعصار في الاتجاه الشمالي الشرقي، وتقلص إلى 400 يارد (370 م) ، لكنها ظلت عند الحد الأدنى من شدة EF4 أثناء عبورها الطريق السريع 49، مما أدى إلى تدمير منزلين. كان أحد المنازل عبارة عن منزل بإطار خشبي على أساس عمود مدخنة من جامعة كارنيجي ميلون؛ وقد دُمر هذا المنزل بالكامل، وأُلقيت شاحنة بيك آب فورد F-150 التي كانت متوقفة في الممر لمسافة 150–200 يارد (140–180 م) وممزقة. كما تم إزالة لحاء الأشجار في منطقة المسكن المتضرر. ثم ضعفت شدة الإعصار إلى EF3 مع استمراره في الاتجاه الشمالي الشرقي وتتبعه عبر المناطق الحرجية قبل أن ينتقل إلى الجزء الجنوبي الشرقي من ديدفيل . ثم عبر الإعصار الطريق السريع 280 على الجانب الشرقي من المدينة، مما أدى إلى إلحاق أضرار جسيمة بالعديد من المنازل والشركات. قُتلت امرأة مسنة في أحد المنازل، وقدرت قوة الرياح في هذه المنطقة بما يصل إلى 155 ميل/س (249 كم/س). استمر الإعصار في الاتجاه الشمالي الشرقي ، قبل أن يعبر إلى مقاطعة تشامبرز.
ظل الإعصار عند شدة EF3 أثناء تحركه إلى مقاطعة تشامبرز واستمر في اتجاهه نحو الشمال الشرقي. على طول الطريق الإقليمي رقم 54، لقد دمر منزل خشبي عمره 100 عام على أساس عمود من الطوب بالكامل؛ وقد قدرت سرعة الرياح في هذه المنطقة بما يصل إلى 150 ميل/س (240 كم/س) في الساعة. ميل في الساعة (240 كم/ساعة). ضعف الإعصار تدريجيا مع استمراره في التقدم نحو الشمال الشرقي. قطعت الأشجار على طول هذا الجزء الأخير من المسار قبل أن يتبدد الإعصار في الساعة 9:09 مساءً بتوقيت وسط الولايات المتحدة (02:09 بالتوقيت العالمي المنسق) بعد تتبع 44.18 ميل (71.10 كـم) ويصل عرضه الأقصى إلى 880 يارد (800 م). قام الطيار تشارلز مون بمسح المسار ورسم منطقة "الدمار الكامل". بلغ إجمالي الخسائر 167 مليون دولار (2011 دولار أمريكي). قُتل سبعة أشخاص بسبب الإعصار، وأصيب 30 آخرون.

## التأثيرات غير الإعصارية

### الفيضانات (25-28 أبريل)

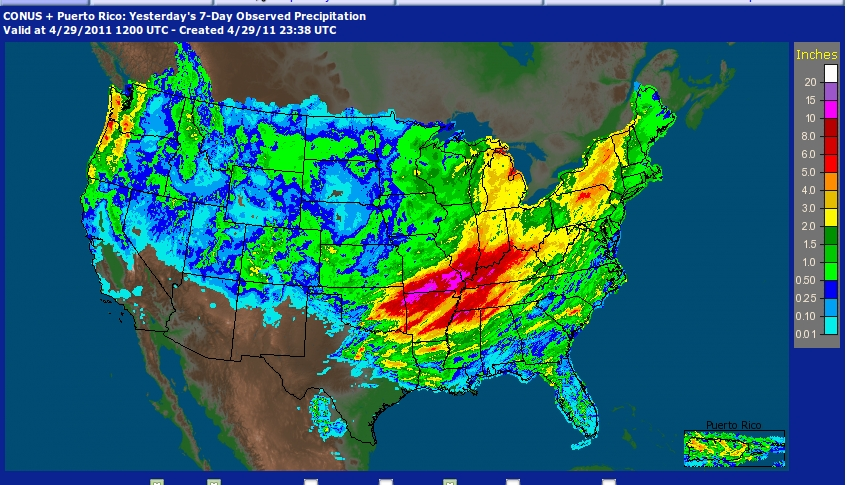
إجمالي هطول الأمطار في الولايات المتحدة خلال الأسبوع المنتهي في صباح يوم 29 أبريل 2011، والذي يوضح مدى هطول الأمطار الغزيرة التي ساهم هذا الإعصار في حدوثها.

أدى نظام العاصفة هذا إلى إطالة أمد هطول الأمطار الغزيرة المستمرة، والتي بدأت في جميع أنحاء ولايتي أركنساس وميسوري في 22 أبريل. بلغ إجمالي هطول الأمطار الأسبوعي 19.73 بوصة (501 مـم) 6 ميل (9.7 كـم) شرق-شمال شرق سبرينجدايل، أركنساس ، 16.20 بوصة (411 مـم) 4 ميل (6.4 كـم) شمال غرب بوبلار بلاف، ميسوري ، و 14.96 بوصة (380 مـم) في ويستفيل، أوكلاهوما . في 25 أبريل 2011، اجتاحت العواصف الرعدية المصحوبة برياح قوية أجزاء من جنوب وجنوب شرق ولاية أوهايو. رياح خطية تقدر سرعتها بنحو 80 ميل في الساعة (130 كم/س) اقتلعت الأشجار، وألحقت أضرارا بالأسقف، وأسقطت خطوط الكهرباء في مقاطعة بيري بولاية أوهايو ، ومقاطعة أثينا بولاية أوهايو. إعلن عن وجود عواصف رعدية قوية وأمطار غزيرة أدت إلى فيضانات في مناطق في شمال ولاية نيويورك مع فيضانات غزيرة في منطقة سيراكيوز. كما أدت الأمطار إلى تشبع مئات البحيرات في جبال أديرونداك . إغلقالطريق السريع 81 لفترة وجيزة في منطقة وسط المدينة أثناء ساعة المرور، كما أغلقت جامعة ولاية نيويورك الطبية في أبستيت لفترة وجيزة بسبب الفيضانات في الردهة. تسببت الأمطار الغزيرة المصحوبة بذوبان سريع للثلوج في حدوث فيضانات واسعة النطاق في جميع أنحاء فيرمونت في 26 و27 أبريل. على مدى يومين، يصل ارتفاعها إلى 5 بوصة (130 مـم)سقط ما يصل إلى 1.5 مم من الأمطار على الثلث الشمالي من فيرمونت، وما يصل إلى 3 بوصة (76 مـم) مم) من الأمطار على الثلث الشمالي من فيرمونت. مم) في أماكن أخرى عبر الولاية وتمتد إلى غرب ماساتشوستس إغلقت العديد من الطرق في جميع أنحاء فيرمونت بسبب الفيضانات، مع غمر بعض الطرق بالكامل.
وفي الجنوب، أدت الفيضانات المفاجئة في أواخر يوم 26 أبريل/نيسان إلى مقتل شخصين في مونرو بولاية لويزيانا ، بعد أن غمرت المياه مجمعاً سكنياً. وقد اعتُبر الفيضان هناك أسوأ من الفيضان الذي أعقب إعصار جوستاف في عام 2008. في وسط وشمال أركنساس، يصل ارتفاعها إلى 10.44 بوصة (265 مـم). وأدت الفيضانات المفاجئة التي حدثت في وسط أركنساس أيضًا إلى مقتل خمسة أشخاص. تم التخفيف من حدة الفيضانات إلى حد ما بسبب الجفاف الكبير الذي كان موجودًا قبل العاصفة.

### تأثيرات أخرى
كما تم الإبلاغ عن هطول أمطار غزيرة وفيضانات طفيفة في شمال أونتاريو في الفترة من 26 إلى 28 أبريل. كما تم الإبلاغ عن عواصف رياح في جنوب أونتاريو وجنوب كيبيك مما أدى إلى إصابة العديد من الأشخاص ووفاة شخص واحد وأضرار وانقطاع التيار الكهربائي.
وقعت وفيات أخرى بسبب الرياح المستقيمة في وقت مبكر من يوم 26 أبريل في ماكومب بولاية ميسيسيبي  وفي وقت مبكر من يوم 27 أبريل في مودي بولاية ألاباما ، وفيستافيا هيلز بولاية ألاباما ، وفرانكلين بولاية تينيسي ، بسبب خط العاصفة مع الأعاصير المضمنة.

## العواقب

### الوفيات
| ولاية       | 25 أبريل | 26 أبريل | 27 أبريل | 28 أبريل | المجموع |
| ----------- | -------- | -------- | -------- | -------- | ------- |
| Alabama     | 0        | 0        | 212      | 20       | 232     |
| Arkansas    | 5        | 1        | 1        | 0        | 7       |
| Georgia     | 0        | 0        | 7        | 8        | 15      |
| Mississippi | 0        | 1        | 32       | 1        | 34      |
| Tennessee   | 0        | 0        | 19       | 11       | 30      |
| المجموع     | 5        | 2        | 271      | 40       | ~318    |

على الرغم من أن العدد الدقيق للأشخاص الذين قتلوا أثناء تفشي المرض هو مصدر للنقاش، فإن العدد المقبول عمومًا يتراوح بين 300 و350. 271 من هذه الوفيات حدثت في 27 أبريل، وهو تاريخ ذروة النشاط.
تمت دراسة العدد المرتفع للوفيات في 27 أبريل بالتفصيل بعد الحدث. على الرغم من إصدار 92 تحذيرًا من الإعصار في ألاباما، قُتل 271 شخصًا، وكثير منهم في منازل مبنية بشكل سيئ. وفي دراسة أجريت على الأشخاص الذين قتلوا أثناء تفشي المرض ونشرتها المجلة الأمريكية للصحة العامة ، تبين أن 102 فقط، أو 41.3%، من أصل 247 ضحية تمت دراستهم تلقوا تحذيرًا.

### جهود التعافي الفورية
أعلن حاكم ولاية ألاباما روبرت جيه بنتلي حالة الطوارئ في ولاية ألاباما في 27 أبريل، بسبب الأضرار الناجمة عن العواصف الرعدية الشديدة في وقت سابق من ذلك اليوم، فضلاً عن الطقس القاسي القادم في وقت لاحق من ذلك اليوم. كما تم إعلان حالة الطوارئ في ولايات أركنساس، وكنتاكي ، وميسيسيبي، وميسوري، وتينيسي ، وأوكلاهوما بسبب الفيضانات والأعاصير. في أعقاب اندلاع الإعصار في مساء يوم 27 أبريل، أصدر الرئيس باراك أوباما إعلان حالة الطوارئ الفيدرالية لولاية ألاباما، مما يمنح المساعدة الفيدرالية، بما في ذلك أصول البحث والإنقاذ، للمنطقة المتضررة.
تم نشر أكثر من 2000 جندي من الحرس الوطني في ألاباما، لمساعدة المستجيبين المحليين والولائيين في جهود البحث والإنقاذ. قام الرئيس أوباما بزيارة المناطق المتضررة في ألاباما في 29 أبريل. وفي 29 أبريل أيضًا، وافق على إعلان كارثة فيدرالية لسبع مقاطعات في ولاية ميسيسيبي: كلارك، وجرين، وهيندز، وجاسبر، وكيمبر، ولافاييت، ومونرو.

### انقطاع الكهرباء
تسببت العواصف التي اجتاحت المنطقة في أضرار جسيمة لشبكة الكهرباء التابعة لهيئة وادي تينيسي (TVA) لنقل الكهرباء في جميع أنحاء المنطقة. أكثر من 300 برج لنقل الطاقة، 120 إلى 150 قدم (37 إلى 46 م)يبلغ ارتفاع بعض المنازل حوالي 1000 متر ، وقد دمرتها العواصف، وبعضها "ملتوية مثل ربطات العنق"، وفقا لخبير الأرصاد الجوية في هيئة الأرصاد الجوية الوطنية إريك هولويج. تدعم الأبراج حوالي 90 خط نقل، وهو مزيج من خطوط 500 كيلو فولت و161 كيلو فولت. قدمت هذه الخطوط الطاقة من TVA إلى 128 موزعًا إقليميًا.

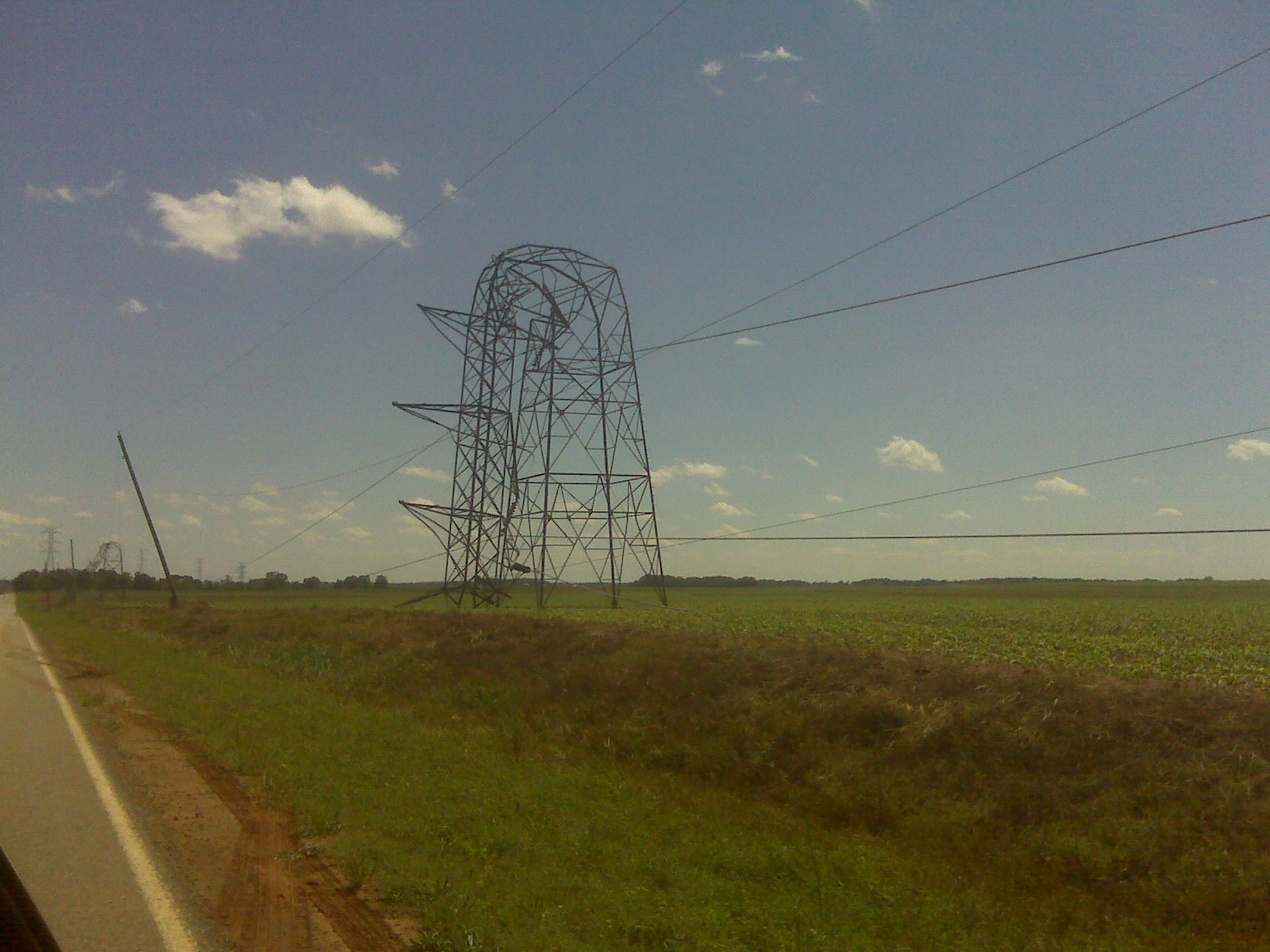
برج الإرسال منحني بالقرب من هانتسفيل، ألاباما.

فقدت هيئة وادي تينيسي القدرة على نقل الطاقة من محطة براونز فيري للطاقة النووية ومحطة ويدوز كريك للطاقة الأحفورية بعد العواصف التي حدثت في 27 أبريل، مما استلزم إغلاق المحطتين. تم دعم الإغلاق البارد لمحطة الطاقة النووية بواسطة مولدات الديزل لمدة أربعة أيام حتى يتم استعادة خط ثانٍ بقوة 161 كيلو فولت إلى المحطة. تطلب فقدان الطاقة الزائدة خارج الموقع "إخطارًا بحدث غير عادي"، وهو أدنى مستوى من أربعة مستويات للقلق فرضتها الهيئة التنظيمية النووية . تم تعطيل حوالي 60 بالمائة من صفارات الإنذار المخصصة لتحذير السكان من مشاكل أسوأ حول براونز فيري بسبب العواصف، واضطرت المحطة إلى ترتيب خطط لاستخدام سيارات مزودة بمكبرات صوت لتحذير السكان في حالة حدوث مشكلة أخرى. صرحت هيئة تنظيم الطاقة النووية في مؤتمر صحفي: "إن ظروف المحطات مستقرة ويتم وضعها في حالة تبريد".
كانت هانتسفيل أكبر مدينة ليس بها كهرباء من TVA. تم إيقاف جميع إشارات المرور، وتم فرض حظر تجول من الغسق إلى الفجر، وتم إرسال الطلاب إلى منازلهم من معسكر الفضاء بالولايات المتحدة ، وتم إلغاء مهرجان بانوبلي للفنون . أستعادت الطاقة تدريجيًا إلى هانتسفيل، بدءًا من 3 بالمائة في صباح يوم 1 مايو. لم يتبق سوى انقطاعات محلية بعد ثمانية أيام من العاصفة. بالإضافة إلى مشاكل المرور والسلامة، تسبب الانقطاع في صعوبات في معالجة المياه وتوزيعها وتجارة التجزئة من جميع الأنواع، بما في ذلك شراء البنزين والمواد الغذائية.
كانت انقطاعات الكهرباء في أونتاريو طفيفة، وكانت معظمها بسبب العواصف التي حدثت في 28 أبريل. وعلى الرغم من تأثيرها على آلاف الأشخاص في أوقات مختلفة طوال اليوم، فقد تمت استعادة كل الطاقة بحلول نهاية اليوم.

## روابط خارجية
- تقييم خدمة NWS نسخة محفوظة June 1, 2020, على موقع واي باك مشين. واي باك مشين .
- نظرة عامة على تفشي الأعاصير من Hook–Echo.com، نسخة محفوظة May 3, 2011, على موقع واي باك مشين. بتاريخ 3 مايو 2011، على واي باك مشين * تصوير زمني لاندلاع إعصار في الفترة من 25 إلى 28 أبريل، نسخة محفوظة April 22, 2013, على موقع واي باك مشين. في 22 أبريل 2013، على واي باك مشين * Interactive map of all the tornado paths during the April 25–28 outbreak

[usurped]
- عروض فيديو مسجلة عن اندلاع إعصار هائل في 27 أبريل 2011 في شرق تينيسي وجنوب غرب فرجينيا، نسخة محفوظة April 10, 2020, على موقع واي باك مشين. في 10 أبريل 2020، على موقع واي باك مشين مساعدات الطوارئ في حالات الأعاصير
- الصليب الأحمر الوطني
- أرشيف أخبار توسكالوسا للأشخاص نسخة محفوظة April 30, 2011, على موقع واي باك مشين. 30 أبريل 2011، على موقع واي باك مشين - وثق الأرشيف بواسطة صحيفة محلية للمساعدة في العثور على الأحباء والأصدقاء المفقودين في الإعصار.

النصب التذكارية
- تقيم جامعة ألاباما حفلًا تذكاريًا لتكريم الطلاب الذين لقوا حتفهم في الكوارث بالإضافة إلى المستجيبين الأوائل

صور من توسكالوسا، ألاباما
- تأثير الإعصار في توسكالوسا، ألاباما

فيديو
- منظر جوي للدمار في كولمان، ألاباما، نسخة محفوظة January 11, 2017, على موقع واي باك مشين. في 11 يناير 2017، على موقع واي باك مشين * حلقة رادار مفصلة لشمال ألاباما، وشرق المسيسيبي، وجنوب تينيسي، نسخة محفوظة April 13, 2016, على موقع واي باك مشين. في 13 أبريل 2016، على واي باك مشين

1. ↑  All dates are based on the local time zone where the tornado touched down; however, all times are in توقيت عالمي منسق and dates are split at midnight CST/CDT for consistency.